# Desperate Housewives
Desperate Housewives (englisch für „Verzweifelte Hausfrauen“) ist eine US-amerikanische Dramedy-Serie von Marc Cherry, die von Oktober 2004 bis Mai 2012 von ABC Studios für den US-Sender ABC produziert wurde und ab April 2005 auch in der Schweiz, in Österreich und Deutschland ausgestrahlt wurde. Sie wurde im Mai 2012 nach 180 Episoden in acht Staffeln mit einem zweistündigen Serienfinale beendet.

## Handlung
Die Serie handelt von den Erlebnissen der vier Nachbarinnen und Freundinnen Susan, Lynette, Bree und Gabrielle und deren Familien und Freunden. Sie leben in der Wisteria Lane in der fiktiven Stadt Fairview im fiktiven US-amerikanischen Bundesstaat Eagle State. Die einzelnen Geschichten werden mit einem übergeordneten Handlungsbogen verwoben, der sich in jeder Staffel um die Ergründung eines Geheimnisses dreht. Eine weitere Nachbarin, Mary Alice Young, begeht in der ersten Episode Suizid und kommentiert fortan das Leben ihrer Freundinnen aus dem Jenseits.

### Erste Staffel
Die Serie beginnt mit dem Suizid von Mary Alice Young, die die Episoden weiterhin aus dem Off kommentiert. Ihr Tod birgt ein Geheimnis in Form einer mysteriösen Spielzeugtruhe, die Mary Alices Mann Paul unter dem Swimmingpool der Familie ausgräbt. Die Fragen, die sich danach stellen, haben in erster Linie mit Zach Young, dem Sohn von Mary Alice und Paul, zu tun. In der Truhe befinden sich die Knochen einer Frau, deren Identität zunächst ungeklärt bleibt. Die Aufklärung des Geheimnisses der toten Frau wird durch die Geschichten eingerahmt, die Mary Alices Freundinnen in der Wisteria Lane erleben. Jede von ihnen hat ihren eigenen Handlungsstrang, und sie passen alle in das Schema „verzweifelte Hausfrau“.

#### Die Hausfrauen
- Lynette Scavo (geb. Lindquist) versucht eine „Supermutter“ für ihre vier Kinder zu sein. Gleichzeitig strebt sie ihre Rückkehr in eine leitende Position in einem Unternehmen an, die sie zugunsten ihrer Kinder zunächst aufgegeben hatte. Da ihr Ehemann Tom beruflich ständig auf Reisen ist, erhält sie von ihm kaum Unterstützung in Erziehungsfragen und im Haushalt und greift aus Verzweiflung sogar ab und an zu den ADHS-Tabletten ihrer Kinder.
- Bree Van de Kamp (geb. Mason), Mutter von Andrew und Danielle, bemüht sich, eine perfekte Hausfrau und Mutter zu sein, ihre im Alltag steckengebliebene Ehe zu retten und mit ihren pubertierenden und aufmüpfigen Kindern zurechtzukommen. Sie freundet sich zunehmend mit dem Apotheker George Williams an, der sich zum Ziel gesetzt hat, Bree um jeden Preis zu erobern. So schreckt er auch nicht davor zurück, Brees herzkrankem Ehemann Rex ein falsches Medikament unterzuschieben, das zu dessen Tod führt. Als Bree erfährt, dass ihr Sohn Andrew homosexuell ist, fällt es ihr schwer, damit umzugehen.
- Susan Mayer (geb. Bremmer) ist alleinerziehende Mutter. Mit Karl Mayer, dem Vater ihrer Tochter Julie, war sie zwölf Jahre lang verheiratet. Die oft tollpatschige Susan hat ein Auge auf ihren neuen Nachbarn Mike Delfino geworfen. Da die Nachbarin Edie es ebenfalls auf den gutaussehenden Installateur abgesehen hat, entbrennt zwischen den beiden Frauen ein Kampf um die Gunst des Witwers, in dessen Verlauf Susan sogar unabsichtlich Edies Haus niederbrennt.
- Gabrielle „Gaby“ Solis (geb. Marquez), ein Model, hat den gutverdienenden Geschäftsmann Carlos Solis geheiratet, der ihre Liebe mit teuren Geschenken erkauft. Sie gibt ihren Job auf, und beide ziehen in die Wisteria Lane. Wegen seiner ständigen Abwesenheit langweilt sie sich und beginnt eine Affäre mit dem Gärtner John Rowland, die sie vor Carlos zu verheimlichen sucht. Es beginnt ein Katz-und-Maus-Spiel, das damit endet, dass Carlos seine Frau durch ein Baby an sich binden will. Da Gaby jedoch niemals Kinder haben wollte, manipuliert Carlos ihr Verhütungsmittel, sodass sie schwanger wird. Allerdings ist sie sich nicht sicher, wer der Vater ist.
- Edie Britt, zweifach geschiedene Immobilienmaklerin, hat einen Sohn, der bei ihrem Ex-Mann lebt. Sie beherrscht bestens die „Waffen einer Frau“, die sie auch jederzeit einsetzt, um an ihr Ziel zu gelangen. Nachdem Susan Edies Haus niedergebrannt hat, sucht Edie Anschluss und nimmt regelmäßig an den Tratsch- und Pokerabenden von Bree, Gaby, Lynette und Susan teil.

#### Nebenhandlung
- Mike Delfino, der mysteriöse Installateur, ist im Auftrag des schwerreichen Noah Taylor auf der Suche nach dessen Tochter Deirdre, die in der Vergangenheit Mikes Freundin war. Seine Suche wird dadurch erschwert, dass seine attraktiven Nachbarinnen Susan und Edie um seine Aufmerksamkeit buhlen. Mike war in dem Glauben, dass Deirdre ihr gemeinsames Kind abgetrieben habe, als er eine Strafe im Gefängnis absaß.

#### Das Geheimnis
Mary Alice und ihr Mann Paul Young kauften der heroinsüchtigen Deirdre Taylor deren Baby ab, das sie Zach nannten, und setzten sich nach Fairview ab, um dort ein neues Leben zu beginnen. Als Deirdre, mittlerweile clean, plötzlich vor ihrer Haustür stand und ihren Sohn zurückforderte, weigerten sie sich, das Kind herauszugeben. Es kam zum Kampf, in dessen Verlauf Deirdre von Mary Alice erstochen wurde. Paul vergrub die Leiche in einer Spielzeugtruhe unter dem gerade entstehenden Swimmingpool.
Die Eheleute rechneten jedoch nicht damit, dass ihre Nachbarin Martha Huber das Geheimnis herausfinden würde. Deren Schwester Felicia Tilman hatte mit Mary Alice in einem Krankenhaus in Utah gearbeitet, bevor diese nach Fairview floh. Als Mary Alice einen anonymen Erpresserbrief erhält, erschießt sie sich. Paul beginnt daraufhin, den Swimmingpool umzugraben, und fördert die Spielzeugtruhe zutage, die er unbedingt verschwinden lassen will und in einen Fluss wirft. Die Truhe, die die Überreste von Deirdre enthält, wird jedoch wieder an Land geschwemmt.
Als Paul erfährt, dass Martha den Brief an seine Frau geschrieben hat, übermannt ihn die Wut, er tötet sie und versucht den Verdacht auf Mike zu lenken. Sein Versuch, Fairview zu verlassen, scheitert daran, dass Zach – vor allem wegen der Nachbarstochter Julie – nicht gehen will. So ist auch Paul gezwungen, zu bleiben. Als Mike erfährt, dass Deirdre von den Youngs umgebracht worden ist, entführt er Paul, um ihn zu töten. Er gibt seinen Plan jedoch auf, weil Paul ihm von Deirdres Baby erzählt und Mike erfährt, dass sich die Youngs jahrelang um seinen leiblichen Sohn Zach gekümmert hatten.

### Zweite Staffel

#### Die Hausfrauen
- Bree muss sich mit ihrem neuen Status als Witwe zurechtfinden und beginnt eine Beziehung mit dem Apotheker George, der sie mit einem Heiratsantrag und ihrer angeblichen Verlobung überrumpelt. Als sie jedoch ohne sein Wissen herausfindet, dass dieser für den Tod ihres Mannes Rex verantwortlich ist, lässt sie George bei einem Suizidversuch sterben, den er nur inszeniert hatte, um von ihr gerettet zu werden. Auch nach Georges Tod nehmen Brees Probleme kein Ende: Nachdem sie alkoholabhängig geworden ist, versucht ihr Sohn Andrew sich von ihr zu emanzipieren, um an sein Treuhandkonto zu gelangen. Um dies zu erreichen, verklagt er seine Mutter und behauptet, sie habe ihn als Kind misshandelt. Nachdem Bree es geschafft hat, die Verhandlung mit der Hilfe ihrer Eltern abzuwenden, verführt Andrew Brees neuen Freund, ihren Drogenberater. Im Verlauf dieser Auseinandersetzungen verschlimmert sich ihr Alkoholproblem. Danach kann es Bree nicht mehr ertragen, Andrew um sich zu haben, und setzt ihn auf einer Straße zusammen mit seinen Kleidern und ein wenig Geld aus.

Als auch Danielle wegläuft, um mit ihrem Freund Matthew Applewhite ein neues Leben anzufangen, lässt Bree sich freiwillig in eine psychiatrische Klinik einweisen, aus der sie jedoch aufgrund eines von ihr unterzeichneten Vertrages nicht mehr herausdarf. Als Bree in der Psychiatrie durch einen Anruf von Betty erfährt, dass Matthew seine Ex-Freundin getötet hat, will sie ihre Tochter aus den Fängen des Mörders befreien. Es gelingt ihr, aus der Anstalt zu flüchten. Als sie ihre Tochter mit Matthew stellen will, richtet dieser eine Waffe auf sie. Danielle erfährt durch Bree von Matthews Vergangenheit und fleht ihn an, nicht zu schießen, während Bree sich langsam auf ihn zubewegt. Kurz bevor sie in greifbarer Nähe der Waffe ist, wird Matthew von draußen durch von Betty alarmierte Scharfschützen der SWAT getötet.
- Lynette bereitet ihre neue Arbeit Probleme, nachdem ihr Mann Tom beschlossen hat, zu Hause bei den Kindern zu bleiben. Nach einigen Schwierigkeiten in der Firma wird sie zur Vizechefin und ihr Mann als neuer Mitarbeiter eingestellt. Als sie glaubt, eine Affäre ihres Mannes aufgedeckt zu haben, flüchtet sie mit den Kindern. Durch einen Sturz eines ihrer Söhne muss sie Tom im Krankenhaus notgedrungen über die Verletzung informieren. Daraufhin erfährt sie von ihm, dass die vermeintliche Affäre die Mutter von Toms vorehelicher 11-jähriger Tochter Kayla aus einem One-Night-Stand ist, von der Lynette nun zum ersten Mal hört. Lynette, Tom und Nora, die Mutter des unehelichen Nachwuchses, treffen sich im Café, wo die Mutter Unterhaltsforderungen für die vergangenen elf Jahre stellt. Die Scavos beschließen, diesen im Rahmen von 30.000 $ nachzukommen. Es stellt sich jedoch heraus, dass die einsame Mutter lediglich ein Teil der Familie Lynettes und Toms werden will, daher zieht sie in die Nähe der Wisteria Lane, um ihrem Kind das Spielen mit dem Scavo-Nachwuchs zu ermöglichen.
- Susan muss damit umgehen, dass Mike seinen Sohn Zach wiedergewinnen will. Später heiratet sie ihren Ex-Mann Karl – der inzwischen plant, sich mit Edie zu vermählen – erneut, jedoch aus Versicherungsgründen, da sie wegen einer Wandermilz operiert werden muss. Edie brennt Susans Haus ab, nachdem sie ihr in einem Brief gestanden hat, dass Karl sie ihretwegen verlassen hatte. Kurz darauf verlässt sie wiederum Karl wegen Mike und kauft für Julie und sich einen Campingbus, in den sie einziehen. Als sie Mike zu einem Date einlädt, bei dem sie ihm einen Heiratsantrag machen will, nachdem dies seinerseits aufgrund einer Auseinandersetzung mit Karl gescheitert ist, wird dieser auf dem Weg zu ihr von seinem Zahnarzt Orson überfahren.
- Gaby beendet die Beziehung zu ihrem Gärtner John, von dem sie inzwischen schwanger ist. Um ihre Ehe mit Carlos zu retten, fälscht sie einen Vaterschaftstest. Als sie vor Caleb, Betty Applewhites Sohn, der bei ihr eingebrochen ist, flüchtet, verliert sie das Baby bei einem Treppensturz und kann aus gesundheitlichen Gründen keine Kinder mehr bekommen. Carlos wird aus dem Gefängnis entlassen und widmet sich fortan religiösen Themen. Er plant, mit einer Nonne nach Botswana zu gehen, um den Armen zu helfen. Die Nonne droht Gaby, die Ehe mit Carlos auflösen zu lassen. Carlos spendet Geld für das Botswanaprojekt und verärgert Gaby mit seinen Sparmaßnahmen. Auf Grund eines Tricks von Gaby beschließt die Kirche, die Nonne nach Alaska zu versetzen.

Carlos und Gaby wollen nach ihrer Fehlgeburt weiterhin unbedingt Eltern werden. Eine legale Adoption scheitert, da Johns Mutter Helen in der Adoptionsagentur arbeitet, über Gabys Affäre mit ihrem minderjährigen Sohn Bescheid weiß und daher dem Ehepaar die Fähigkeit abspricht, ein Kind zu erziehen. Ein weiterer Adoptionsversuch scheitert daran, dass die Mutter das Kind zurückfordert. Sie gewinnen das Hausmädchen Xiao-Mei für eine Leihmutterschaft. Diese stimmt zu, um ihre Abschiebung nach China zu verhindern. Carlos behandelt Xiao-Mei nun als festen Teil der Familie, was Gaby verärgert. Wenig später ertappt Gaby Carlos dabei, wie er sie mit dem Hausmädchen betrügt. Gaby wirft ihn aus dem Haus, Xiao-Mei jedoch soll gegen ihren Willen bleiben, bis das Baby geboren ist.

#### Nebenhandlungen
- Felicia Tilman legt Blutkonserven an, hinterlässt diese als Blutspuren zusammen mit zwei von ihr abgeschnittenen Fingern in Pauls Haus und verschwindet aus der Wisteria Lane, um ihre Ermordung vorzutäuschen und den Verdacht auf Paul zu lenken. Da sie weiß, dass er für den Tod ihrer Schwester verantwortlich ist, will sie Paul um jeden Preis ins Gefängnis bringen, was ihr mit dieser Aktion auch gelingt.
- Zach tötet seinen Großvater Noah, indem er dessen Beatmungsgerät abschaltet. Zach erbt sein gesamtes Vermögen und bricht jeden Kontakt zu seinem „Vater“ Paul ab.

#### Das Geheimnis
Betty Applewhite und ihr Sohn Matthew ziehen mit einem Geheimnis in die Wisteria Lane – einem Gefangenen in ihrem Keller. Diesem gelingt später die Flucht. Er versteckt sich bei Gaby, die zu fliehen versucht, nachdem sie ihn entdeckt hat. Der Unbekannte wird später verhaftet und dann von Betty und ihrem Sohn aus der Psychiatrie befreit. Im Verlauf der Staffel erfährt Bree von Betty und dem mysteriösen Mann, der Bettys geistig zurückgebliebener Sohn Caleb ist. Er habe angeblich Melanie, die Freundin seines Bruders, in die er verliebt war, umgebracht. Um ihn vor dem Gefängnis und vor sich selbst zu schützen, sperrte Betty ihn in den Keller ein. Später stellt sich heraus, dass Melanie durch Calebs Angriff auf einem Fabrikgelände lediglich verwundet wurde. Als sie Matthew von ihrem Vorhaben erzählt, Caleb wegen Körperverletzung anzuzeigen, erschlägt Matthew sie aus Angst um seinen Bruder.

### Dritte Staffel

#### Die Hausfrauen
- Bree und Orson Hodge verloben sich in der ersten Folge der dritten Staffel und heiraten in der darauffolgenden. Brees Sohn Andrew kehrt zurück, und es stellt sich heraus, dass er, kurz nachdem Bree ihn am Straßenrand in einer einsamen Gegend ausgesetzt hatte, begann, als Prostituierter sein Geld zu verdienen. Orson und Bree gehen nun auf eine lang andauernde Hochzeitsreise. Im Finale der dritten Staffel kehrt Bree schwanger zurück, doch niemand in Fairview weiß, dass sie ihre Schwangerschaft vortäuscht, während ihre von Edies Neffen Austin geschwängerte Tochter Danielle in einem Kloster festgehalten wird, um ihr Baby später als Brees und Orsons auszugeben.
- Gabrielle und Carlos befinden sich in einem komplizierten Scheidungsprozess. Beide versuchen sich gegenseitig mit Worten und Taten zu verletzen, doch in Wirklichkeit lieben sie sich noch immer, geben das aber nicht zu. Gaby lernt nach erfolgreicher Scheidung (sie behält das Haus, Carlos zieht zu Mike) einen Vater in ihrer neuen Aufgabe als Modelcoach kennen. Sie verstehen sich sehr gut. Gaby beschließt, nach New York City zu fliegen und wieder als Model zu arbeiten. Ihre alte Agentin vermittelt sie auch tatsächlich – für eine Rolle als Mutter. Gaby ist entsetzt und muss feststellen, dass sie nach einer Pause von zehn Jahren nicht mehr zu den Stars gehört. Später kommt ans Licht, dass Zach Young Interesse an Gaby hat. Dieser entpuppt sich jedoch schnell als ein Stalker, den Gaby abweist. Kurze Zeit später lernt sie den reichen Politiker Victor Lang kennen. In ihn verliebt sie sich und verlobt sich mit ihm. Einige Stunden nach der Zeremonie erfährt sie jedoch, dass Victor sie nur geheiratet hat, um sein politisches Image aufzubessern und um die Stimmen der lateinamerikanischen Wähler für sich zu gewinnen. Aus dieser Enttäuschung heraus beginnt sie eine Affäre mit ihrem Ex-Mann Carlos.
- Nora Huntington, die Mutter von Toms unehelichem Kind Kayla, versucht Tom mithilfe ihrer Tochter gegen Lynette aufzubringen, damit dieser mehr Zeit mit seiner Tochter verbringen kann und sich in Nora verliebt. Doch Lynette und Tom halten zueinander. Nora wird bei einer Geiselnahme erschossen. Bevor sie stirbt, verspricht Lynette ihr, auf ihre Tochter aufzupassen und sie wie ein eigenes Kind zu behandeln. Tom eröffnet eine Pizzeria, und als Lynette merkt, dass er Hilfe benötigt, kündigt sie ihren Job, und sie leiten die Pizzeria gemeinsam. Als Tom aus gesundheitlichen Gründen für einige Monate nicht mehr arbeiten kann, lernt Lynette den charmanten neuen Koch Rick kennen. Sie genießt es zwar, wieder begehrt zu werden, bleibt Tom aber treu. Lynette erfährt gegen Ende der Staffel, dass sie an Lymphdrüsenkrebs erkrankt ist, und bereitet sich auf eine Chemotherapie vor. Unerwartet erhält sie Besuch von ihrer Mutter, die ihr eröffnet, dass sie bleiben werde, bis ihre Tochter wieder gesund sei.
- Mike liegt zunächst im Koma, da er im Finale der zweiten Staffel von Orson überfahren wurde. Als Susan ihn im Krankenhaus besucht, lernt sie Ian kennen, dessen Frau ebenfalls im Koma liegt. Die beiden kommen sich näher. Ian und Susan fahren für ein Wochenende in ein Ferienhaus. Während ihrer Abwesenheit wacht Mike auf. Edie ist die erste, die dies erfährt, und sie redet Mike ein, Susan sei zwar seine Freundin gewesen, doch sie habe ihn immer nur schlecht behandelt. Da Mike sich an nichts erinnern kann, was in den letzten zwei Jahren passiert ist, glaubt er ihr und fängt eine Beziehung mit Edie an. Da Susan nun frei ist, kommt sie mit Ian zusammen. Nachdem Edie die Beziehung zu Mike beendet hat, trennt sich auch Ian von Susan. Am Ende heiraten Mike, dessen Erinnerungen mit der Zeit zurückkommen, und Susan in einer romantischen Zeremonie im Wald; einziger Gast ist Susans Tochter Julie.
- Edies Sohn Travers besucht überraschend seine Mutter. Da Edie mit der Situation überfordert ist, bekommt sie Unterstützung von Carlos. Zwischen Edie und Carlos entsteht eine kurze Romanze. Carlos wünscht sich ein Kind und kommt so Edie näher, die ihm verspricht, eines auszutragen. Als er sie jedoch dabei ertappt, wie sie heimlich verhütet, verlässt er sie. Daraufhin versucht Edie, sich im Wohnzimmer zu erhängen.

#### Nebenhandlungen
- Edies Neffe Austin kommt in die Wisteria Lane und beginnt eine Beziehung mit Julie. Dies verärgert sowohl Susan als auch Edie. Die Beziehung wird beendet, nachdem Austin Danielle geschwängert hat und er daher die Stadt verlassen muss.
- Es zeigt sich, dass die Nachbarin Karen McCluskey ihr eigenes Geheimnis hat: Sie bewahrte ihren toten Ehemann Gilbert in ihrer Gefriertruhe auf. Hauptsächlich tat sie dies, da sie so weiterhin seine Rente bekommen konnte. Denn im Fall seines Todes hätte seine erste Frau, mit der er keine zwei Jahre verheiratet war, von der Hinterbliebenenrente profitiert, und nicht sie, die über 30 Jahre mit ihm verheiratet war. Ihr Geheimnis kommt nach einem Stromausfall ans Licht.

#### Das Geheimnis
Das große Geheimnis dieser Staffel stellt Orsons Vergangenheit dar. Vor vielen Jahren lernte er Alma kennen, die von ihm schwanger wurde. Da Orson aus einer sehr religiösen Familie kommt, wurde er von seiner Mutter Gloria in eine Ehe mit Alma gezwungen. Jedoch erlitt Alma eine Fehlgeburt, und Orson war in einer Ehe ohne Liebe gefangen. Eines Tages lernte er Monique kennen und verliebte sich in sie. Mit ihr begann er eine Affäre, von der Alma nach einiger Zeit erfuhr. Um ihn für seine Untreue zu bestrafen, verschwand sie und zog zu ihrer Tante nach Kanada. Daraufhin geriet Orson unter Mordverdacht, konnte aber nie überführt werden. Voller Freude über seine nun endlich erlangte Freiheit ging Orson zu Monique, um mit ihr zu feiern. Leider wurde Monique jedoch bereits von Orsons Mutter umgebracht, die den Ehebruch nicht tolerieren wollte. Orson half daraufhin aus schlechtem Gewissen heraus seiner Mutter und vergrub mit ihr gemeinsam die Leiche von Monique. Zuvor zog Gloria ihr noch alle Zähne, so dass die Polizei sie nicht identifizieren konnte. Danach brachte Orson seine Mutter in ein Heim und wollte nie wieder etwas mit ihr zu tun haben. Da Mike in der Mordnacht bei Monique das Waschbecken reparieren wollte und Orson in dieser Nacht sah, bekam es dieser mit der Angst zu tun, dass Mike ihn mit dem Mord in Verbindung bringen könnte. Also lauerte Orson ihm auf und überfuhr ihn, woraufhin Mike ins Koma fiel.

### Vierte Staffel

#### Die Hausfrauen
- Bree kämpft mit ihrer neuen Nachbarin Katherine um die Ehre der perfekten Hausfrau. Des Weiteren täuscht sie eine Schwangerschaft vor, da die von Danielle verheimlicht werden soll. Später bringt Danielle einen gesunden Sohn namens Benjamin Tyson auf die Welt und gibt diesen Bree voller Zuversicht, dass sie sich gut um ihn kümmern wird. Bald darauf geraten Bree und Orson in einen kleinen Streit über Benjamin, bei dem Bree am Ende merkt, dass Orson sich nicht nur als Benjamins Vater ausgibt, sondern auch so fühlt. Da Andrew den Eindruck bekommt, dass er in Brees neuem Leben keinen Platz habe, zieht er aus. Ein Tornado zerstört Teile von Brees Haus, weswegen sie, Orson und Benjamin bei Susan einziehen. Als Bree erfährt, dass Orson derjenige war, der Mike überfahren hat, kommt sie zu dem Entschluss, dass sie ihm für seine Tat nicht vergeben kann. Orson muss gezwungenermaßen die Wisteria Lane verlassen. Da er jedoch seine Ehe zu Bree nicht einfach aufgeben will, versucht er mehrmals mit ihr zu reden. Bree verspricht ihm, dass sie ihm vergeben wird, sobald er sich der Polizei stellt und den Konsequenzen seiner Tat ins Auge sieht. Der Pfarrer der örtlichen Kirchengemeinde versucht nach Wissen der Trennung das Herz von Bree zu gewinnen. Diese weist ihn jedoch ab, was der Pfarrer nicht akzeptiert. Bei einem Gottesdienst kommt es zum Eklat, bei dem der Pfarrer Brees Mann Orson niederschlägt und Bree der Unkeuschheit bezichtigt. Bree verrät unterdessen ihren Freundinnen das Geheimnis von Danielles Kind, da Edie sie erpresst. Lynette, Gaby und Susan beenden daraufhin die Freundschaft mit Edie.
- Nach ihrer Hochzeit mit Victor beginnt Gabrielle eine Affäre mit Carlos. Als Victor davon erfährt, möchte er mit Gaby allein auf seinem Boot darüber reden. Nach einer Auseinandersetzung der beiden fällt Victor durch einen Schlag von Gaby über Bord und wird wenig später an einer Küste lebend geborgen. Victor begibt sich daraufhin mit einer Pistole in die Wisteria Lane, um dort auf Gaby und Carlos zu warten. Während ein Tornado über der Straße wütet, kommt es zu einem Kampf zwischen Carlos und Victor, der darin endet, dass Victor von einem Zaunpfahl durchbohrt wird und stirbt. Victors Vater Milton macht auf Victors Beerdigung Gaby klar, dass sie nichts von Victors Geld vermacht bekommen würde, und sie muss frühzeitig die Beerdigung verlassen. Carlos verliert durch die Folgen des Tornados sein Augenlicht, er zögert jedoch zunächst, Gaby davon zu erzählen, da er anfangs befürchtet, sie würde ihn deswegen verlassen.

Da während einer Auseinandersetzung zwischen Gaby und Edie die Papiere zu Carlos’ illegalem Bankkonto auf Cayman Island vom Tornado mitgerissen wurden, sind Carlos und Gaby nun „arm“. In ihrer misslichen finanziellen Lage vermieten sie ein Zimmer in ihrem Haus an die Drogendealerin Ellie, mit der Gaby sich schnell anfreundet. Ellie wird allerdings von der Polizei beschattet und muss bei einem verdeckten Einsatz das Haus fluchtartig verlassen, ohne persönliche Gegenstände mitnehmen zu können. Sie fordert telefonisch von Gaby, ihr einen Stoffbären auszuhändigen. In diesem entdeckt Gaby mehr als 100.000 Dollar Bargeld, das die Solis’ gut gebrauchen können. Es kommt zu einem Kampf zwischen Ellie und Gaby, wobei Ellie aufgrund der gerufenen Polizei erneut flüchten muss. Dabei dringt sie in Katherines Haus ein und wird von Wayne erschossen. Dies hat zur Folge, dass Gaby und Carlos der Polizei das Bargeld verheimlichen können, um so ihre Schulden abzubauen.
- Lynette kämpft weiter gegen den Krebs an. Währenddessen entstehen dadurch bei ihr und Tom einige Eheprobleme. Letztendlich kann Lynette den Krebs besiegen, und ihre Mutter, die zu Besuch war, um sie zu umsorgen, verlässt nach einigen Schwierigkeiten das Scavo-Haus und lebt fortan mit Lynettes homosexuellem Stiefvater zusammen. Nachdem der Tornado die Wisteria Lane verwüstet hat, bangt Lynette um das Leben ihrer Kinder und ihres Mannes, die unter dem Haus von Mrs. McCluskey verschüttet sind. Ihre Familie wird von McCluskeys Freundin Ida Greenberg gerettet, die dabei jedoch ums Leben kommt. Kayla hat inzwischen begonnen, Lynette zu hassen und überredet Porter und Preston, ein Feuer in der konkurrierenden Pizzeria gegenüber den Scavos zu legen. Lynette verdächtigt daraufhin Tom, diesen Brand aus Eifersucht wegen des Betreibers und ehemaligen Angestellten Rick gelegt zu haben. Die Lage spitzt sich bis zur Selbstverletzung von Kayla zu, die dies Lynette anhängt. Die Polizei verhaftet auch zunächst Lynette und ihnen droht die Wegnahme all ihrer Kinder. Aber Tom stellt seiner eigenen Tochter eine Falle, um ihre Intrige aufzudecken, und so muss Kayla das Scavo-Haus verlassen.
- Edie hat ihren Selbstmordversuch lediglich inszeniert, um Carlos an sich zu binden. Fast kommt sie dabei versehentlich tatsächlich ums Leben, doch Carlos rettet sie in letzter Sekunde. Als es ihr wieder gut geht, erfindet er immer wieder neue Ausreden dafür, weshalb er nachmittags unterwegs ist. Dadurch wird Edie misstrauisch, und mit Hilfe eines Privatdetektivs findet sie heraus, dass Carlos sie betrügt. Als der Tornado durch die Straße fegt, verstecken sich Edie und Gaby gemeinsam und vertragen sich angesichts der Gefahr wieder. Als Edie Bree mit dem Geheimnis erpresst, dass das Kind tatsächlich von Danielle ist, holt Bree zum Gegenschlag aus und vertraut die Geschichte ihren Freundinnen an. Diese brechen daraufhin den Kontakt zu Edie ab, die sich auf unbestimmte Zeit ihrem Sohn widmen will und aus der Wisteria Lane verschwindet.
- Susan und Mike erfahren, dass sie ein Kind erwarten. Zunächst müssen sich Mike und Susan alltäglichen Eheproblemen stellen. Bald kommt aber Mike mit dem finanziellen Druck, den Susan ihm auferlegt, nicht mehr klar, nimmt im Übermaß Tabletten und wird davon abhängig. Als Susan davon erfährt, schafft sie es, Mike davon zu überzeugen, sich in eine Entzugsklinik einweisen zu lassen. Im Finale bekommt Susan ihren Sohn Maynard, der nach dem Großvater von Mike benannt ist. Susan ist mit dem Namen alles andere als einverstanden, lässt ihn sogar nochmals ändern, aber nachdem Mike ihr erzählt hat, was für ein großartiger Mensch sein Großvater war, bleibt es bei Maynard. Julie wird inzwischen von der Elite-Universität Princeton angenommen und Mike schenkt Julie das geerbte Geld seines Großvaters, um das Schulgeld zahlen zu können.
- Katherine Mayfair zieht mit ihrer Familie in die Wisteria Lane, aber die Hausfrau ist keine Unbekannte, da sie schon ein Jahrzehnt zuvor dort gewohnt hatte. Erste Anerkennung erhält sie durch ihre exzellenten Koch- und Backfähigkeiten. Sie und Bree führen einen freundschaftlichen Krieg darüber, welche von ihnen die bessere Hausfrau und Nachbarin ist. Katherine erfährt, dass ihr Ehemann in Chicago eine Affäre mit einer Patientin hatte. Die Patientin überlebt den Tornado nicht. Nachdem der Tornado vorübergezogen ist, wirft Katherine ihren Mann aus dem Haus. Wayne, der erste Mann von Katherine, freundet sich inzwischen heimlich mit ihrer Tochter Dylan an, da er davon ausgeht, ihr leiblicher Vater zu sein. Nach einem Gentest erfährt er allerdings, dass nicht einmal Katherine Dylans leibliche Mutter ist. In der letzten Folge der vierten Staffel kommt es zum finalen Showdown: Wayne entführt dabei Katherines Mann Adam und will so den Verbleib des ehelichen Kindes erpressen, das ja nicht Dylan ist. Bei der Folteraktion sieht es zunächst danach aus, dass Wayne Adam zu Tode geprügelt hat. Wayne fährt daraufhin zu Katherine, um diese umzubringen. Dabei kommt ihm allerdings Ellie, die Untermieterin der Solis’, entgegen, die Wayne für seinen Mordplan erschießt. Adam wiederum fährt schwer verletzt ebenfalls zu Katherine, um diese zu beschützen. Bei einem Handgemenge zwischen Adam und Wayne wird Wayne durch eine Kugel verletzt. Katherine erschießt ihn, da er ihr weiterhin droht. Bree, Susan, Gaby und Lynette decken Katherine, indem sie der Polizei eine abgesprochene Handlung zu Protokoll geben, so dass dieser Mord bei der Polizei als Notwehr gehandelt wird.

#### Das Geheimnis
Katherine ist vor Jahren fluchtartig aus der Wisteria Lane verschwunden, und niemand wusste, warum. Jetzt, da sie wieder da ist, kommt das Geheimnis ans Licht. Vor 14 Jahren versuchte Katherine ihren damaligen Ehemann Wayne anzuzeigen, da er sie wiederholt geschlagen hatte und sie befürchtete, dass er auch gegenüber ihrer Tochter Dylan handgreiflich werden würde. Da jedoch ihr Ehemann als Polizist gute Kontakte zu den Behörden hat, verschwand die Anzeige. Eine Polizistin riet Katherine, ihre Tochter zu nehmen und so schnell wie möglich zu verschwinden. Sie floh daraufhin in die Wisteria Lane zu ihrer Tante Lillian Simms. Doch nach einigen Monaten kam ihr Wayne hinterher. Da ihr keine Zeit zur Flucht blieb, suchte sie die Konfrontation mit ihrem Mann. Zuvor hatte sie eine Puppe von Dylan, die ihr ihr Vater geschenkt hatte, auf einen hohen Schrank gelegt. Das Gespräch mit Wayne verlief lautstark, und Katherine schlug ihn mit einem Kerzenleuchter nieder. Lilly kam hinzu, weil sie Krach gehört hatte, und erkundigte sich nach Katherine. Diese schien jedoch glücklich und glaubte Wayne endlich los zu sein. Die beiden bemerkten jedoch, dass der Krach nicht von dem Handgemenge von Katherine und Wayne gekommen war, sondern von Dylan, die versucht hatte, ihre Puppe vom Schrank zu holen. Dabei war Dylan vom Schrank erschlagen worden. Lilly und Katherine vergruben die Leiche, da sie Angst hatten, dass die Polizei davon ausgehe, Katherine habe ihre Tochter umgebracht, um sie von Wayne fernzuhalten. Da Katherine wusste, dass Wayne sie umbringen würde, falls er dies jemals herausfinden sollte, besuchte sie ein rumänisches Waisenhaus. Dort fand sie ein Mädchen, deren Mutter während der Geburt gestorben war und deren Vater ermordet wurde. Das Mädchen gab sie als Dylan aus, da sie ihr verblüffend ähnlich sah, und zog nach Chicago, wo sie ihren neuen Mann Adam kennenlernte. Adam erzählte sie jedoch immer, dass Wayne für den Tod von Dylan verantwortlich gewesen sei.

#### Finaler Zeitsprung
In den letzten Minuten der vierten Staffel springt die Geschichte der Wisteria Lane fünf Jahre in die Zukunft, wo ab Staffel fünf weitererzählt wird. Grund für diesen Zeitsprung ist, dass die Autoren so neue Geheimnisse aus der Vergangenheit einbringen können. Diese letzte Szene zeigt Susan, Bree, Gaby, Lynette und Katherine beim Kartenspielen. Die Freundinnen gehen nach Hause, und man sieht, wie die etwas mitgenommene Gaby ihre beiden Töchter beim Schminken erwischt. Bree findet ihren Sohn Andrew, der mit jemandem von der New York Times telefoniert. Der Anrufer möchte ein Interview mit Bree über ihr neuestes Kochbuch führen, Bree möchte jedoch erst einmal mit Orson etwas Zeit verbringen. Lynette erfährt zu Hause, dass ihr Sohn Preston ein Auto geknackt hat und wohl zu seinem Bruder Porter ins Jugendgefängnis muss. Susan geht nach Hause, wo ihr Freund auf sie wartet, wobei dieser nicht mehr Mike ist, und Katherine telefoniert mit Dylan, die sich in Paris verlobt hat.

### Fünfte Staffel

#### Die Hausfrauen
- Bree ist inzwischen die erfolgreiche Autorin eines Kochbuches und hat zusammen mit Katherine einen exklusiven Catering-Service aufgebaut. Die Zusammenarbeit der ehemaligen Rivalinnen entwickelte sich in der Zeit, als Orson im Gefängnis war und Katherine sich nach dem Auszug von Dylan ebenfalls alleine fühlte. Als Brees Alkoholabhängigkeit wieder zum Problem wurde, hatte Katherine ihr auch dabei geholfen, daher fühlt sie sich ihr trotz aller Streitereien verpflichtet. Dennoch erweckt der Erfolg ihres Kochbuches bei einigen der Freundinnen Neid. Nicht nur bei Katherine, die sich zu kurz gekommen fühlt, sondern auch bei Lynette, die auf die eigene Karriere zurückblickt, die sie für ihre Familie und die Pizzeria aufgegeben hat. Sorgen macht sich Bree allerdings um Orson, der ihr zunächst verheimlicht, dass er nach seiner Entlassung aus der Haft keine neue Arbeit gefunden hat. Sie stellt ihn als Geschäftspartner ein, womit Katherine aber ein Problem hat. Nachdem sich Orson und Katherine ausgesprochen haben, können sie jedoch die Wogen glätten. Während sich Brees Verhältnis zu Andrew inzwischen völlig entspannt zu haben scheint, hat sie mit Danielle fast keinen Kontakt mehr, nachdem diese Benjamin zurückgefordert und zu sich genommen hat. Es gelingt Orson, ein neues Treffen zu arrangieren, doch als Bree den mittlerweile vegetarisch aufwachsenden Enkel mit einem Hotdog füttert und dies später von Danielle entdeckt wird, verlässt diese mit ihrem Verlobten das Haus. Des Weiteren lernt Bree Andrews Verlobten Alex, den behandelnden Arzt von Orson, kennen. Orson, der sich von Bree seiner Männlichkeit beraubt fühlt, verfällt einer Kleptomanie und stiehlt Sachen aus anderen Haushalten der Wisteria Lane, was Bree zur Weißglut treibt. Bree gibt beinahe seinem Erpressungsversuch statt, ihre Firma wegen ihm aufzugeben, überlegt es sich aber durch Andrew anders. Es kommt so weit, dass Orson nach einem Einbruch auf die Straße rennt. Edie, in ihrem Auto, muss ihm ausweichen und fährt gegen einen Strommast, wobei sie beim Aussteigen einen Stromschlag bekommt und stirbt. Als Bree erfährt, dass Orson weiterhin absichtlich stiehlt und sie belügt, will sie sich von ihm scheiden lassen. Rechtlichen Beistand holt sie sich hierbei von Susans Ex-Mann Karl, mit dem sie sogar einen Einbruch fingiert, um Vermögenswerte vor der Scheidung in Sicherheit zu bringen. Orson kommt dahinter und erpresst sie, die Ehe aufrechtzuerhalten, und droht ansonsten mit Gefängnis für Versicherungsbetrug. Während ihres Verfahrens beginnen Bree und Karl eine Affäre.
- Gabrielle und Carlos haben inzwischen wider Erwarten zwei Kinder, Juanita und Celia, bekommen. Carlos ist weiterhin blind und versorgt die Familie, indem er als Masseur im Country Club arbeitet. Gaby muss sich hingegen um die Kinder kümmern. Vom früheren Wohlstand hat sie sich inzwischen verabschiedet, wenn auch nur widerwillig. So wurde ihnen in Aussicht gestellt, das Alleinerbe einer reichen Witwe anzutreten, wenn sie diese an ihrem Familienleben Teil haben lassen, was sie letzten Endes jedoch wegen deren unerwünschter Einmischungen in die Kindererziehung endgültig ausschlagen. Ihre beiden Kinder, vor allem Juanita, kämpfen mit Übergewicht, dennoch liebt Gaby sie über alles. Auch ihre Beziehung zu Carlos läuft weiterhin gut. Als Carlos’ Arzt die Entdeckung macht, dass Carlos möglicherweise durch eine Operation sein Augenlicht wiedererlangen kann, fürchtet Gaby er fände sie nicht mehr attraktiv, sobald es sie sehen kann, wie sie jetzt aussieht. Er macht ihr dabei deutlich, dass es nicht ihr Aussehen ist, das er an ihr liebt. Kurz nachdem Carlos erfolgreich operiert wurde und wieder sehen kann, findet Gaby zu ihrer alten Traumfigur zurück, erfährt aber, dass ihre Tochter wegen ihres Aussehens im Vergleich zu ihrer Mutter gehänselt wird. Carlos hört als Masseur auf und fängt wieder in seiner ursprünglichen Branche an zu arbeiten, und nachdem Carlos’ Chef von seiner Frau umgebracht wurde, wird er kurzerhand zum Chef ernannt. Als Gaby erfährt, dass Carlos mit einer neuen Mitarbeiterin früher eine Affäre hatte, verschafft sie Lynette die Stelle im Marketing, um diese von ihr beobachten zu lassen. Gaby hat Angst, dass sie wieder die ichbezogenen Eheleute von früher werden, doch Carlos nimmt ihr diese Angst schnell, auch durch seinen Umgang mit den Mitarbeitern der Firma. Nach einigen Streitereien mit Juanita beschließen Carlos und Gaby, um Carlos’ Tante einen Gefallen zu tun, Carlos’ Nichte Ana bei sich aufzunehmen. Ana erweist sich jedoch als eine Kleinausgabe der früheren manipulativen Gaby.
- Katherine und Adam haben sich in der Zwischenzeit getrennt. Außerdem wird Katherine von den anderen Hausfrauen in der Pokerrunde aufgenommen. Bree sieht in ihr sogar eine Schwester, da sie ihr geholfen hatte, ihr Alkoholproblem erneut zu bewältigen. Katherine wird Brees Partnerin in ihrer Firma. Allerdings wird sie neidisch auf Bree, da ihr bewusst wird, dass Bree der Star der Firma ist, und so macht Katherine sie in einem Interview schlecht. Später beginnt sie eine Beziehung mit Mike Delfino und versucht Susans und Mikes gemeinsamen Sohn MJ auf ihre Seite zu ziehen, was anfänglich nicht gelingt. Susan ist zunächst nicht von ihrer Beziehung begeistert, unterstützt sie aber, als sie erkennt, wie wichtig Mike für Katherine geworden ist. Katherine bringt MJ dazu, Mike dazu zu bewegen, ihr einen Antrag zu machen. Dieser willigt ein. Später lässt sich Susan auf einen Ausflug mit Dave ein. Katherine und Mike sind zu der Zeit am Flughafen, um in Las Vegas zu heiraten. Als Mike durch Zufall vorzeitig ein Band abhört, das Dave ihm gegeben hat und auf dem dieser den geplanten Mord an MJ gesteht, lässt er Katherine am Flughafen stehen und eilt los, um Susan und MJ zu retten. In der Schlussszene der fünften Staffel sieht man Mike und seine Braut vor dem Traualtar stehen, allerdings ist das Gesicht der Braut mit einem Schleier verdeckt, so dass man nicht weiß, ob Mike Katherine oder Susan heiratet.
- Lynette steckt weiterhin zwischen der Pizzeria und ihrer Familie fest. Auch wenn ihre Kinder inzwischen älter geworden sind, bedeutet das nicht weniger Arbeit. Vor allem die Zwillinge machen viel Ärger, der mittlerweile auch regelmäßig die Polizei auf den Plan ruft. Als sie die – ihrer Meinung nach völlig langweilige – PR-Kampagne für Brees Kochbuch sieht, erkennt sie eine Chance, sich wieder als Marketing-Expertin zu etablieren. Doch Bree lehnt ihr Angebot ab. Lynette bekommt mit, dass die Kampagne von einem ihrer ehemaligen Assistenten geleitet wird, und muss erkennen, dass für sie der Zug abgefahren ist. Als die Scavos in finanzielle Not geraten und Bree sie mit Geld unterstützt, was Lynette als Anteil an ihrem Lokal und somit eine Investition und nicht als Darlehen oder Schenkung umdeutet, kommt es zu einer Einmischung Brees in ihr Restaurant und einer Kränkung, die sie beinahe ihre Freundschaft zu Bree kostet. Ihr Mann Tom hingegen hat eine Midlife-Crisis, holt sich deswegen zunächst einen Ford Mustang und gründet dann mit einigen anderen Männern aus der Nachbarschaft eine Garagenband. Als er auch noch die Pizzeria verkaufen will, um mit der Familie in einem Wohnmobil durchs Land zu fahren, platzt Lynette der Kragen und sie kann ihn zumindest davon abhalten. Lynette verdächtigt Tom später, mit Anne, der Mutter eines Schulfreundes von Porter, eine Affäre zu haben. In Wirklichkeit ist es jedoch Porter, der die Affäre hat. Annes gewalttätiger Mann Warren bekommt Wind von der Affäre und beschuldigt Porter, seinen Club niedergebrannt zu haben, wobei der wahre Täter eigentlich Dave ist. Nachdem Lynette Anne mit Geld aus der Stadt verbannt hat, wird Porter festgenommen. Sie gewinnen den Prozess, obwohl im Gerichtssaal nicht Porter, sondern sein Zwillingsbruder Preston aufgetaucht war. Aufgrund der Wirtschaftskrise muss Tom seine Pizzeria schweren Herzens verkaufen, und er verfällt wieder seiner Midlife-Crisis. Lynette fängt daraufhin in Carlos’ Firma zu arbeiten an. Tom muss sich eingestehen, dass er nicht mehr weiter weiß. Er sei ein Mann im mittleren Alter und habe keine Ahnung, was er mit seinem restlichen Leben anfangen soll. Nachdem er mit Preston einen Campus besichtigt hat, entschließt er sich, wieder zur Schule zu gehen. Er besteht die Aufnahmeprüfung mit Bestnoten und belegt als Hauptfach Chinesisch. Währenddessen bekommt Lynette Neuigkeiten von ihrem Arzt: Sie ist erneut schwanger und erwartet Zwillinge.
- Susan und Mike leben glücklich mit ihrem Sohn zusammen. Als sie jedoch eines Abends zum Essen fahren, haben sie einen furchtbaren Autounfall, den sie zwar glimpflich überstehen, bei dem jedoch eine Mutter mit ihrer kleinen Tochter ums Leben kommen. Daraufhin machen sich die beiden immer wieder Vorwürfe über diesen Zwischenfall, woran ihre Ehe zerbricht. Mike zieht aus der Nachbarschaft weg, besucht jedoch regelmäßig seinen Sohn. Susan beginnt eine für sie zunächst relativ belanglose Affäre mit ihrem Maler Jackson. Mike fühlt sich von diesem immer mehr aus seiner Vaterrolle gedrängt, da es z. B. Jackson ist, der MJ das Radfahren beibringt. Als Jackson bei Susan einziehen möchte, um die Beziehung zu intensivieren, bekommt diese zunächst Panik und trennt sich. Später bereut sie dies und will sich entschuldigen, ertappt jedoch in Jacksons Wohnung eine andere Frau. Sie erkennt aber, dass sie nicht ganz unschuldig an der ganzen Sache ist, und versöhnt sich mit Jackson. Als Mike mit seiner Band in Warren Schillings Club auftritt, kommt auch Julie zu Besuch. Sie hat ihren Freund, einen mehrfach geschiedenen und deutlich älteren Lehrer, mitgebracht, der ihr einen Heiratsantrag machen will. Susan vereitelt dies geschickt, ist aber auch verwundert, als Julie offenbart, dass sie unter anderem wegen der gescheiterten Ehen ihrer Mutter eh niemals heiraten möchte. Jackson sieht, als er im Club auf die Toilette gehen will, Dave aus dem Lagerraum kommen, was diesem gründlich missfällt, weswegen er Jackson in der Toilette einsperrt. Als kurze Zeit später der von Dave gelegte Brand ausbricht, kann Jackson aus dem Toilettenfenster flüchten. Kurze Zeit später muss Jackson aus beruflichen Gründen Fairview verlassen und Susan trennt sich von ihm. Um das Geld für Maynards Schulausbildung bezahlen zu können, fängt Susan an, als Kunstlehrerin zu arbeiten. Da sich MJ nun vermehrt bei Katherine, mittlerweile Mikes Freundin, aufhält, wird Susan eifersüchtig auf Katherine. Jackson kommt nach Fairview zurück und macht Susan einen Heiratsantrag. Susan missversteht diesen und gesteht Jackson ihre Liebe. Jackson jedoch muss heiraten, um nicht nach Kanada abgeschoben zu werden. Sie erklärt sich dazu bereit, ihm zu helfen und will ihn heiraten. Dave jedoch fürchtet sich immer noch davor, dass Jackson der Polizei erzählen könnte, dass er ihn beim Brand im Lagerraum gesehen hatte. Er verpfeift Jackson bei der Einwanderungsbehörde, so dass dieser wieder nach Kanada gehen muss. Susan und MJ gehen wenig später mit Dave auf eine Angeltour. Dieser jedoch hat nur ein Ziel, er will sich an Susan rächen. Bei dem Unfall einige Jahre zuvor kamen Daves Frau und seine Tochter Paige ums Leben. Nun will Dave Rache und MJ töten. In einem letzten Anflug von Barmherzigkeit lässt Dave MJ jedoch aus dem Wagen steigen und fährt vor Mikes Auto. Mike, Susan und ihr Sohn überleben diesen Unfall unversehrt bzw. leicht verletzt, während Dave in eine Nervenheilanstalt gebracht wird.
- Edie zieht nach fünf Jahren zurück in die Wisteria Lane. Sie hat inzwischen geheiratet. Ihr Mann Dave macht zunächst einen freundlichen Eindruck, hat aber immer wieder völlig unvermittelte Wutausbrüche. Karen McCluskey wird misstrauisch und versucht weitere Einzelheiten über Dave herauszufinden. Dave ist nicht ohne Hintergedanken in die Nachbarschaft gezogen, sondern ist auf der Suche nach jemandem. Es wird im Laufe der Staffel recht früh klar, dass es Mike ist, wenn auch nicht wieso. So verschafft er Mike zunächst günstig das ehemalige Haus von Mary Alice und Paul, damit er in der Garagenband von Tom Scavo mitspielen kann. Als Karen McCluskey ihm gegenüber immer misstrauischer wird, schafft er es, sie auf einer Überraschungsparty zu ihrem 70. Geburtstag als so verwirrt darzustellen, dass sie nach einem Wutanfall ins Krankenhaus eingeliefert wird. Als Edie herausfindet, dass Daves Familie in einem Unfall mit Mike ums Leben kam und ihn zur Rede stellt, würgt Dave sie. Sie schafft es jedoch zu fliehen, nachdem er von ihr abgelassen hat. Edie rast mit dem Auto weg und weicht dem auf der Straße torkelnden Orson aus, wobei sie gegen einen Strommast fährt. Als sie das Auto verlassen will, bemerkt sie nicht, dass ein heruntergerissenes Stromkabel vor der Autotür hängt. Sie tritt in eine Pfütze und stirbt daraufhin an den Folgen eines Stromschlags. Später bringen die anderen Hausfrauen auf Bitten von Dave ihre Asche zu ihrem Sohn Travers, wobei sie sich auf der Fahrt an Edie erinnern. Am Ende zerstreut jede der Hausfrauen einen Teil von Edies Asche, sie erweisen ihr somit die letzte Ehre.

#### Das Geheimnis
Zwei Jahre nach dem Zeitsprung verursachte Susan einen Autounfall, bei dem Mike verletzt wurde und Dave Williams’ (damals Dash) Frau Lila sowie seine dreijährige Tochter Paige starben. Dave bekam daraufhin psychische Probleme und begab sich eine Zeitlang in psychotherapeutische Behandlung. Drei Jahre nach dem Unfall zieht er mit Edie, die er in der Zwischenzeit geheiratet hatte, in die Wisteria Lane ein, um sich an Mike zu rächen. Dave dachte, dass Mike für den Unfall verantwortlich ist, da dieser für den Unfall angeklagt, jedoch nicht verurteilt wurde. Nachdem er seinen damaligen Psychiater ermordete, damit dieser sein Geheimnis nicht verrät, und den Mord mit der Brandstiftung, die er Porter anhängt, im Club vorerst erfolgreich vertuscht, rettet er sogar Mike aus den Flammen, da dessen Tod seinen eigentlichen Racheplan durchkreuzen würde, und gilt als Held. Nachdem sein Versuch, Katherine zu töten, um Mike mit dem Verlust eines geliebten Menschen zu bestrafen, fehlgeschlagen hat, findet er heraus, dass in Wirklichkeit Susan den Unfall verursacht hatte, und plant nun, Mikes und Susans Sohn MJ zu töten. Aufgrund der Nachricht an Mike, in der er versucht, seine geplante Tat zu erklären, erkennt dieser Daves Motive und versucht den Mord zu verhindern. Letztendlich verschont Dave MJ wegen seines schlechten Gewissens und wird anschließend in eine Nervenheilanstalt eingeliefert.

#### Kleiner Zeitsprung
Die letzten Minuten der fünften Staffel finden zwei Monate später, nach den Ereignissen mit Dave, statt. Mike heiratet wieder, und alle Nachbarn, Freunde und Bekannte, bis auf Susan und Katherine, sind in der Kirche versammelt. Das Gesicht der Braut wird von einem Schleier verdeckt.

### Sechste Staffel

#### Die Hausfrauen
- Nach den Ereignissen in der fünften Staffel heiraten Susan und Mike erneut. Aber ihr Glück ist nur von kurzer Dauer, da Susan mit der Eifersucht und Feindseligkeit von Katherine ihr gegenüber fertigwerden muss. Kurze Zeit später wird ihre Tochter Julie Mayer Opfer des sogenannten „Fairview-Würgers“, der sie fast tötet. Sie wird erst am nächsten Tag durch Karen McCluskey gefunden und muss einige Zeit im Krankenhaus verbringen. Susan findet heraus, dass ihr Ex-Mann Karl und Bree eine Affäre haben, wovon sie anfänglich nicht sehr begeistert ist, der Beziehung aber nach einer Weile ihren Segen gibt. Als Karl bei dem Flugzeugabsturz stirbt, vererbt er ihr seine Anteile an einem Stripclub. Sie ist nicht sehr erfreut darüber, erst recht nicht, als sie herausfindet, dass Mike dort ein Stammgast ist. Sie verkauft ihren Anteil wieder und überzeugt die Stripperin Robin Gallagher, ihren Job dort zu kündigen und einen normalen Job anzunehmen. Gegen Ende der Staffel muss Susan mit einem neuen Problem fertigwerden, denn Mike benötigt finanzielle Hilfe, lehnt es aber ab, sich von Susan helfen zu lassen. Die beiden haben keine andere Möglichkeit mehr, als ihr Haus in der Wisteria Lane zu verlassen. Zum Unwissen der beiden wird ihr Haus danach an Paul vermietet.
- Die Familie Scavo wird durch Lynettes Schwangerschaft mit Zwillingen hart auf die Probe gestellt. Lynette ist am Anfang sehr unsicher, ob sie die Babys behalten will, und verheimlicht ihre Schwangerschaft vor ihren Freunden, besonders vor ihrem neuen Boss Carlos. Nach einer Weile kann sie aber die Schwangerschaft nicht mehr verbergen und wird gefeuert, woraufhin sie sich mit Gaby und Carlos zerstreitet. Die Freundschaft der drei kann aber dadurch gerettet werden, dass Lynette Celia Solis aus dem Weg des abstürzenden Flugzeuges schubst und ihr so das Leben rettet, in dessen Folge aber eins ihrer Babys stirbt. In der Zwischenzeit muss sie auch damit klarkommen, dass ihr Mann Tom wieder zur Uni geht. Nachdem Lynette gefeuert worden ist, muss er sein Studium allerdings beenden. Er wird so lange für Lynette bei Carlos arbeiten, bis sie das Kind auf die Welt gebracht hat. Tom erzählt Carlos später, dass er Lynettes Stelle auch nach der Geburt seines Kindes behalten will, was zu einem riesigen Streit der beiden führt. Daraufhin geht Tom zu einem Therapeuten und kann Lynette überzeugen, mit zu den Sitzungen zu gehen. Lynette verliert jedoch schnell das Vertrauen in die Therapeutin. Später kommt ihr Sohn Preston von seiner Europareise wieder und bringt eine russische Frau mit dem Namen Irina mit, die er heiraten möchte. Lynette misstraut Irina von Anfang an, weil sie Irina für eine Goldgräberin hält, womit sie dann auch recht behält. Preston sagt die Hochzeit ab, ist aber wütend auf seine Mutter. Später wird Irina dann vom „Fairview-Würger“ getötet, bei dem es sich, wie sich herausstellt, um Eddie handelt, einen der besten Freunde Prestons. Am Ende der Staffel gebärt Lynette ihre Tochter, während sie von Eddie als Geisel gehalten wird, und überzeugt diesen, sich der Polizei zu stellen.
- Bree führt die Affäre mit Karl, Susans Ex-Mann, fort. Sie ist anfänglich sehr besorgt über Susans Reaktion, wenn diese herausfinden würde, dass Bree sich mit ihrem Ex-Mann trifft. Angie, die Bree einstellte, nachdem sie Katherine feuern musste, weil diese auf einer Hochzeit eine riesige Szene gemacht hatte, entdeckt die Affäre ziemlich schnell. Nach anfänglicher Skepsis gibt Susan der Beziehung jedoch ihren Segen. Karl macht Bree einen Heiratsantrag, den sie jedoch nicht mehr annehmen kann, weil Orson herausgefunden hat, dass Bree eine Affäre hat. Während der Weihnachtsfeier streiten die drei gerade im Haus des Weihnachtsmannes, als das abstürzende Flugzeug, das Karl gechartert hatte, um Bree den Antrag mit einem Banner am Himmel zu machen, direkt in das Haus knallt. Während Bree nur leichte Verletzungen davonträgt, stirbt Karl während der Operation, und Orson zieht sich eine Verletzung an der Wirbelsäule zu, was dazu führt, dass er gelähmt ist und wahrscheinlich nie wieder laufen kann. Bree fühlt sich danach schuldig wegen des ganzen Schmerzes, den sie Orson zugefügt hat, und versucht ihr Bestes, sich wieder mit Orson zu versöhnen. Jedoch macht ihr Orson das Leben zur Hölle, er lässt sich z. B. nicht mehr von ihr waschen oder macht der Physiotherapeutin vor, Bree würde ihn schlagen und schlecht behandeln. Nach einer heftigen Auseinandersetzung der beiden gesteht Orson, dass er so aufgebracht ist, weil er seine Unabhängigkeit verloren hat und nun immer nach Hilfe fragen muss, woraufhin Bree sich bei ihm entschuldigt. Kurze Zeit später versucht Orson, Selbstmord zu begehen, was Bree aber verhindern kann. Später gerät Bree erneut in Streit mit ihrem Sohn Andrew, der Brees neuem Angestellten Sam Allen misstraut, welcher von sich behauptet, Rex’ unehelicher Sohn zu sein. Sam manipuliert Bree so, dass sie Andrew feuert. Später wird ein Dinner von Bree sabotiert, und sie verdächtig zuerst Andrew, jedoch redet sie mit Orson darüber und sieht ein, dass es nicht Andrew gewesen sein kann, und beginnt, Sam ebenfalls zu misstrauen. Als Sam herausfindet, dass Andrew vor 10 Jahren Juanita Solis (Gabys Schwiegermutter) aus Versehen überfahren, anschließend Fahrerflucht begangen hatte und der Vorfall von der Familie vertuscht wurde, erpresst er Bree, um an ihr Geld und ihre Firma zu gelangen. Er hat damit Erfolg, weil Bree sich weigert, deswegen zur Polizei zu gehen, da Andrew sonst ins Gefängnis kommen würde. Auf Grund dessen wirft Orson Bree vor, eine Heuchlerin zu sein, da sie ihn damals zwang, sich der Polizei zu stellen, als sie herausfand, dass Orson Mike absichtlich überfahren und danach Fahrerflucht begangen hatte. Die beiden trennen sich und lassen sich scheiden.
- Gabrielle muss Carlos’ Nichte Ana bei sich aufnehmen, was zu vielen Reibereien zwischen den beiden führt, da Ana genauso ist wie Gaby früher. Ana schwärmt anfangs für John Rowland, Gabys früheren Gärtner, mit dem diese eine Affäre hatte. Gaby ist von dieser Verbindung nicht begeistert und kann sie verhindern. Ihre elterlichen Fähigkeiten werden auf die Probe gestellt, als sie dafür verantwortlich ist, dass ihre Tochter Juanita von der Schule fliegt. Fortan muss sie ihre Tochter zu Hause unterrichten. Sie schafft es aber, Juanita in der Privatschule anzumelden, wo Susan als Kunstlehrerin arbeitet und ihr Sohn MJ Schüler ist. Die Freundschaft zu Lynette geht beinahe in die Brüche, da Lynette Carlos ihre Schwangerschaft verheimlicht, von ihm gefeuert wird und die beiden daraufhin verklagt. Als Lynette jedoch Celia aus dem Weg des abstürzenden Flugzeuges schubst und dadurch eines ihrer Babys verliert, schaffen die beiden es, ihre Freundschaft zu retten. Gaby beginnt, Angie zu misstrauen, nachdem diese Carlos bedroht, weil der ihren Sohn Danny aus seiner Wohnung geworfen hatte, nachdem er Ana und Danny beim Sex auf der Couch erwischt hat. Als Carlos und Gaby die Bolens besuchen wollen, um sich zu entschuldigen, schnappen sie zufällig ein Gespräch zwischen Angie und Nick auf, in dem die beiden streiten und sagen, dass ihre Tarnung auf keinen Fall auffliegen solle. Ana und Danny Bolen werden ein Paar, was aber von beiden Seiten der Erwachsenen nicht toleriert wird. Gaby versucht, die beiden durch einen Trick zu trennen, in dem sie Anas Wunsch unterstützt, ein Model zu werden, und sie bei einer Agentur in New York anmeldet. Zuerst scheint es so, als ob ihr Plan gelingt, jedoch wird Danny kurze Zeit später von Robin Gallagher über Gabys Plan aufgeklärt und folgt Ana nach New York. Als Gaby zusammen mit Angie Bolen die beiden besucht, erzählt Angie ihr, dass nicht Nick Bolen, sondern ein Mann namens Patrick Logan der Vater Dannys ist. Später willigt Gaby ein, ihre Eizellen Lee und Bob zu spenden, so dass die beiden Kinder haben können, überlegt es sich jedoch anders, was zur Trennung von Lee und Bob führt. Als Mike sich von Carlos Geld leiht, erzählt Gaby es Susan. Gaby hilft Angie, indem sie Nick aus dem Krankenhaus abholt, damit dieser Angie und Danny retten kann, welche von Patrick Logan als Geiseln gehalten werden.
- Katherine kämpft damit, ihre Haltung zu bewahren, nachdem Susan und Mike wieder geheiratet haben. Sie ist sehr wütend auf Susan und scheint alles, was passiert ist, zu verleugnen. Sie erzählt Orson und Bree, dass Mike zu ihr zurückkommen würde, weil er bald merken würde, dass die Hochzeit mit Susan ein Fehler war. Als sie auf einer Hochzeit, die von Brees Firma geplant wurde, eine riesige Szene macht, weil Bree ihren Entwurf für ihre Hochzeitstorte (für die Heirat mit Mike) verwendet hat, wird sie von Bree gefeuert. Als sie von Susan versehentlich angeschossen wird, da sie um Susans Haus herumschleicht, fängt sie an, Susan zu erpressen, jedoch kehrt Mike nicht zu ihr zurück. Als sie keine Möglichkeit mehr sieht, Mike für sich zu gewinnen, verwundet sie sich selbst mit einem Messer und gibt die Schuld Mike. Während sie im Krankenhaus ist, kommt ihre Tochter Dylan zu Besuch, die von Susan angerufen wurde, da diese glaubt, Katherine bräuchte dringend therapeutische Hilfe. Wie sich herausstellt, hatte Katherine ihrer Tochter vorgemacht, Mike hätte sie geheiratet, und nicht Susan, und ihr von ihrem Leben mit Mike erzählt sowie von den ganzen Geschenken, die Mike ihr angeblich gemacht hätte. Als Dylan wütend zu Susan kommt und ihr vorwirft, sie zerstöre das Glück ihrer Mutter mutwillig, erzählt Susan ihr die Wahrheit. Als Dylan ihre Mutter mit deren Lügen konfrontiert, erleidet Katherine einen Nervenzusammenbruch und begibt sich für eine Weile in eine psychiatrische Anstalt. Später wird sie von Karen, Bree, Lynette, Gaby und Susan überzeugt, dass sie ihr alle vergeben hätten, und sie wird dazu bewegt, wieder in die Wisteria Lane zurückzukehren. Schnell freundet sie sich mit Robin Gallagher an, der Stripperin, der Susan geholfen hat, da diese ihre neue Mitbewohnerin wird. Bald gesteht Robin ihr, dass sie lesbisch ist, und küsst sie. Das führt dazu, dass Katherine verwirrt über ihre eigenen Gefühle ist und anfängt, sexuelle Träume mit Robin zu haben. Sie bittet Robin auszuziehen, ändert ihre Meinung aber noch am selben Abend, und die beiden schlafen miteinander. Eine längere Zeit kämpft Katherine mit ihren Gefühlen, obwohl sie und auch Robin merken, dass sie beide eine tiefe Verbindung zueinander haben. Letztendlich kommen die beiden zusammen, als Katherine unfreiwillig der gesamten Nachbarschaft eröffnet, sie habe Sex mit Robin gehabt. Auf Rat von Karen hin verlassen die beiden die Wisteria Lane, um Klatsch zu vermeiden und an der Beziehung zu arbeiten.
- Die neue Hausfrau Angie Bolen, ihr Mann Dominic, kurz Nick, und ihr Sohn Danny hoffen, in der Wisteria Lane sesshaft zu werden. Schnell stellt sich heraus, dass die Familie eine Menge Geheimnisse und ihren Namen schon sehr oft gewechselt hat. Gleich in der ersten Folge sieht man, dass Angie auf dem Rücken eine sehr großflächige Narbe hat, vermutlich eine Verbrennung. Danny wird anfangs verdächtigt, Julie Mayer gewürgt zu haben, mit der Nick Bolen eine Affäre hat. Die Bolens müssen deswegen eine Menge Feindseligkeiten der Nachbarn ertragen. Da Danny psychisch labil ist, versucht er, Selbstmord zu begehen, was aber durch seine Mutter verhindert werden kann. Im Krankenhaus erzählt er der Krankenschwester Mona Clark, sein richtiger Name sei Tyler. Daraufhin werden die Bolens von Mona erpresst. Sie stirbt aber bei dem Flugzeugabsturz, und das Geheimnis der Bolens ist fürs Erste gewahrt. Danny und Ana beginnen eine Beziehung, welche jedoch sowohl von den Bolens als auch von den Solis’ nicht akzeptiert wird. Danny folgt Ana nach New York, nachdem er von Robin die Wahrheit über Anas Umzug erfahren hat. Er sucht seine leibliche Großmutter, Rose de Luca, auf und findet bei ihr Unterschlupf. Angie, die ihm zusammen mit Gaby nach New York gefolgt ist, sucht ihre Mutter ebenfalls auf. Während ihres Besuchs bei ihrer Mutter findet eine Nachbarin von Rose heraus, dass Angie Roses Tochter ist. Daraufhin nimmt sie Kontakt zu einem Mann namens Patrick Logan auf und nennt ihm gegen Bezahlung die neue Adresse der Bolens, wird aber danach in ihrer Wohnung von ihm getötet. Später wird enthüllt, dass nicht Nick der leibliche Vater von Danny ist, sondern Patrick. Patrick macht sich nun auf den Weg nach Fairview, da er offensichtlich noch einige Rechnungen mit den Bolens offen hat. Zuerst stellt er Kontakt zu seinem Sohn her, der mittlerweile in einem Café arbeitet. Kurze Zeit später fährt er Nick mit dem Auto an, so dass dieser ins Krankenhaus gebracht werden muss. Anschließend nimmt er Angie und Danny als Geiseln. Er zwingt Angie dazu, eine Bombe zu bauen, und versteckt diese. Angie schafft es, Gaby um Hilfe zu bitten, und findet auch schnell heraus, wo Patrick die Bombe versteckt hält. Sie schafft es, Patrick hereinzulegen, so dass dieser letztlich von der Bombe getötet wird. Angie und Nick beschließen, nach Atlanta zu gehen, und lassen Danny in New York zurück, da sie immer noch vor der Polizei flüchten.

#### Das Geheimnis
Angie Bolen brach das Studium ab und wurde Mitglied in einer Gruppe von Ökoterroristen. Während der Zeit verliebte sie sich in Patrick Logan, den Anführer der Gruppe, aber Patrick nutzte sie und ihr Wissen nur aus, damit sie für ihn eine Bombe bastelte. Durch diese Bombe wurde ein Mann getötet, und Angie verbrannte sich den Rücken. Seitdem war sie auf der Flucht vor Patrick Logan, dem leiblichen Vater von Danny, wobei ihr vom damaligen ermittelnden Polizisten, Nick Bolen, geholfen wurde, welcher später als Dannys leiblicher Vater ausgegeben wurde.

#### Der Fairview-Würger
Das erste gezeigte Opfer des Würgers ist Julie Mayer, die den Angriff jedoch überlebt. Das nächste Opfer, Emily, eine Kellnerin im Kaffee „The coffee cup“, überlebt den Angriff jedoch nicht. In der 19. Folge stellt es sich heraus, dass der Würger Eddie Orlofsky ist, ein guter Freund von Danny und Porter. In der Rückblickfolge Entstehung eines Monsters wird gezeigt, wie Eddie zu einem Mörder wurde, was seine Motive sind und dass jede der Hausfrauen schon einmal mit ihm zu tun hatte. Es wird gezeigt, wie er seine alkoholabhängige Mutter tötet, nachdem sie herausgefunden hat, dass Eddie für die Morde und Angriffe auf junge Frauen in der Umgebung verantwortlich ist. In dieser Folge erwürgt er außerdem eine unbekannte Prostituierte, da diese ihn auslachte, weil er ihr Blumen schenken wollte. Er ist außerdem der Mörder von Irina, Prestons Ex-Verlobter, und einer weiteren, unbekannten Frau. Es stellt sich außerdem heraus, dass Eddie nicht Julie, sondern Susan umbringen wollte, die seine Zuneigungsbekundungen für einen Scherz hielt, wodurch er sich verspottet fühlte. Er verwechselte jedoch die beiden und griff so Julie an, während diese den Müll herausbrachte. Als Lynette mitbekommt, wie schwer Eddie es mit seiner alkoholkranken Mutter hat, nimmt sie ihn für eine Weile bei sich auf und sie entwickeln ein Mutter-Sohn-ähnliches Vertrauensverhältnis. Als er nach einem Leichenfund die Scavos wieder verlässt, Lynette ihn in seinem alten Zuhause aufsucht und von seinen Taten erfährt, nimmt er sie als Geisel. Lynettes Wehen setzen ein und Eddie hilft ihr dabei, ihre Tochter Paige auf die Welt zu bringen. Danach will er zunächst fliehen, aber Lynette kann ihn überzeugen, sich der Polizei zu stellen.

### Siebte Staffel

#### Die Hausfrauen
- Susan und Mike haben mit finanziellen Problemen zu kämpfen. Von den Schulden getrieben müssen sie deshalb das Haus in der Wisteria Lane vermieten und vorübergehend in ein kleines Appartement ziehen. Unwissentlich und zur Überraschung aller wird das Haus von Paul, der aus dem Gefängnis entlassen wurde, gemietet. Aus Geldnot wird Susan von ihrer Vermieterin Maxine dazu getrieben, in die Erotikbranche einzusteigen und Webcam-Shows übers Internet anzubieten. Obwohl Susan versucht, ihr Geheimnis so gut wie möglich vor der Öffentlichkeit zu verbergen, kommt Paul bald dahinter. Mit diesem Wissen versucht er Susan zu erpressen, ihr Haus an ihn zu verkaufen. Aus diesem Grund verliert Susan auch ihren Job als Lehrerin, weil Paul Eltern ihrer Schüler von ihrem Nebenjob erzählt. Mike bekommt ein Angebot für einen Job in Alaska, und Lynette bietet Susan einen Job als Kindermädchen an. Beide nehmen diese Jobs an. Susan ist auch die Erste, die erfährt, dass Tom Scavo und Renee Perry vor über 20 Jahren einen One-Night-Stand hatten. Während des Aufstands wird sie in der Masse niedergetrampelt und erleidet eine Nierenverletzung, wonach sich herausstellt, dass das ihre gesunde Niere war und ihre verbliebene deformiert ist und unzureichend arbeitet. Infolgedessen muss sie nun regelmäßig zur Dialyse und auf eine Spenderniere warten. Ihre Tochter Julie lässt sich testen, ist jedoch kein geeigneter Spender. Während eines Besuchs ihrer Mutter und Tante erfährt Susan zudem, dass ihre Mutter Krebs hat. Sie findet später eine passende Niere: Beths. Da Paul noch Hoffnung hat für Beth, will er diese Susan zuerst nicht übergeben. Nach langem Überlegen entscheidet Paul sich allerdings, Susan Beths Niere zu überlassen. Susans Operation verläuft erfolgreich. Wenig später hat sie erotische Träume, in denen sie zu ihrer Bestürzung leidenschaftlichen Sex mit Paul hat, was sie auf die Niere seiner verstorbenen Frau zurückführt. Sie kümmert sich um ihn, indem sie anfängt, ihm Essen zu kochen, und die verstörenden Träume verschwinden. Felicia, die entgegen ihres vorgeblichen Waffenstillstands noch Rache an Paul üben will, bekommt dies mit. Sie hilft von nun an Susan bei der Zubereitung des Essens für Paul, wobei sie unbemerkt immer kleine Portionen von Frostschutzmittel ins Essen gibt. Als Paul zusammenbricht, findet er heraus, dass er vergiftet wird. Zunächst hält er Susan für schuldig, sie und Mike können ihn aber überzeugen, dass nicht Susan, sondern Felicia ihn vergiftet hat. Als Entschuldigung für sein Verhalten zieht er aus dem Haus aus, ohne die vorausbezahlte Miete zurück zu verlangen, damit Susan mit ihrer Familie dort wieder einziehen kann. Susan rettet Paul vor Felicia und überzeugt ihn, das Richtige zu tun, was für Paul bedeutet, dass er sich schuldig für den Mord an Martha Huber bekennt.
- Lynette bekommt ein weiteres Kind, Paige Scavo. Sie fühlt sich deswegen sehr überlastet, doch ihre Tochter Penny bietet ihre Hilfe an. Als die Situation aus dem Ruder läuft und Penny das Baby mit in die Schule nimmt, realisiert Lynette, dass sie Hilfe benötigen. Sie bittet Tom um ein Kindermädchen. Da Susan ihren Job als Lehrerin verloren hat, wird sie von Lynette eingestellt. Währenddessen wird Tom von Wochenbettdepressionen gequält, die er mit medizinischem Marihuana zu lösen versucht. Lynette und Renee gründen zusammen eine Firma für Innenarchitektur. Später erfährt Lynette von dem einmaligen Seitensprung Toms mit Renee vor über 20 Jahren hatten, versöhnt sich jedoch sehr schnell wieder mit Renee. Auf Lynettes Drängen kündigt Tom bei Carlos und nimmt einen noch besser bezahlten Job an. Infolgedessen ist er jedoch sehr oft unterwegs, und die beiden entfremden sich zusehends. Während eines Wochenendtrips, der eigentlich dazu gedacht war, die Wogen wieder zu glätten und sich zu versöhnen, verlässt Tom Lynette. Am Tag der Feier zu Susans Wiedereinzug in ihr altes Haus sprechen sich die beiden aus. Lynette gesteht ihm allerdings, dass sie erleichtert war, als er sie verließ, was zur endgültigen Trennung der beiden führt.
- Bree muss sich nach dem Auszug und der Scheidung von Orson mit ihrem Single-Dasein anfreunden. Sie findet ihren Handwerker Keith Watson attraktiv, doch der Altersunterschied schreckt sie zunächst davon ab, weitere Schritte zu unternehmen. Als auch Renee Interesse am selben Mann bekundet, werden Brees Instinkte geweckt und ein Konkurrenzkampf beginnt. Bree kann Keith für sich gewinnen und die beiden werden ein Paar. Renee kann ihr aber verzeihen und die beiden werden Freundinnen. Keiths Vater entwickelt ebenfalls Interesse an Bree, diese entscheidet sich jedoch endgültig für Keith, woraufhin dieser bei ihr einzieht. Nicht lange danach zieht auch Orson vorübergehend wieder bei ihr ein, weil er angeblich von seiner neuen Freundin verlassen wurde, wobei Bree herausfindet, dass das gelogen war und er wieder zu ihr zurück möchte. Sie erteilt ihm jedoch eine Absage. Später kommt heraus, dass Keith einen Sohn hat, was Bree ihm zunächst verheimlicht. Als dieser mit seiner Mutter in seine weit entfernte Heimat zurückkehrt, vermisst Keith ihn so sehr, dass Bree sich von ihm trennt, damit er bei seinem Sohn sein kann. Außerdem organisiert Bree Bluttests für die Nachbarn, um eine passende Niere für Susan zu finden. Es stellt sich heraus, dass sowohl sie als auch Beth geeignete Spender sind. Bree möchte die Spenderin für Susan sein, doch Beth kommt ihr zuvor, indem sie die Papiere für die Spende im Krankenhaus abgibt und sich vor Ort vor aller Augen erschießt. Später findet Bree heraus, dass Andrew ein Alkoholiker ist und sein Mann Alex ihn verlassen hat. Im Rahmen der Treffen gegen seine Alkoholsucht will Andrew Carlos endlich die Wahrheit über den Tod von Carlos’ Mutter erzählen. Carlos vergibt Andrew, da dieser zu diesem Zeitpunkt noch ein Kind war, nicht aber Bree, die half, die Sache zu vertuschen, und kündigt ihr die Freundschaft. Er verbietet Gaby den Umgang mit Bree. Gaby setzt sich jedoch über dieses Verbot hinweg, so dass sie nach einem Streit mit Carlos mit ihren beiden Kindern vorübergehend bei Bree einzieht. Allerdings kann Bree sie überzeugen, zurück zu Carlos zu gehen, und nimmt in Kauf, mit ihr nicht mehr befreundet zu sein. Als Bree den beiden jedoch hilft, den Totschlag an Gabys Stiefvater zu vertuschen, versöhnen sich Carlos und Bree wieder. Bree lernt außerdem den Polizisten Chuck kennen. Die beiden werden trotz anfänglicher Schwierigkeiten ein Paar.
- Gabrielles und Carlos’ harmonisches Familienleben wird gestört, als ihnen mitgeteilt wird, dass die Hebamme Teresa Pruitt ihre Tochter Juanita mit einem anderen Kind vertauscht hat. Während Carlos keinen Kontakt zu den Eltern ihrer leiblichen Tochter aufnehmen möchte, kommt Gaby nicht damit zurecht, im Unklaren zu sein, wer ihre leibliche Tochter ist. Sie sorgt dafür, dass ein Kontakt mit den Eltern ihrer Tochter zustande kommt. Kurz darauf folgt auch das erste Treffen mit der Familie Sanchez und deren Tochter Grace. Gaby ist sofort bezaubert von Grace und beginnt langsam, sie Juanita vorzuziehen. Es stellt sich heraus, dass die Familie Sanchez illegal in Amerika ist und das Land verlassen muss. Zuerst versucht Gaby, Grace bei sich zu behalten, gibt aber dann nach und lässt Grace schweren Herzens mit ihren Eltern ziehen. Währenddessen entdeckt Juanita, dass Grace in Wirklichkeit die Tochter von Gaby und Carlos ist und nicht sie. Es kommt zu einem Streit, infolgedessen Juanita davonläuft. Im Vorfeld des großen Aufstands in der Nachbarschaft versteckt sie sich im Auto von Bob und Lee. Als dieses vom wütenden Mob angegriffen wird, können Carlos und Gaby Juanita aber rechtzeitig retten, und so versöhnt sich die Familie wieder. Carlos erkennt, dass Gaby Hilfe braucht, um den Verlust von Grace zu verkraften, und schickt sie zu einer Therapie, die Gaby zunächst verweigert, dann unter Vorwänden schwänzt, und in der sie letzten Endes mit einem Trauma aus ihrer Kindheit – dem Missbrauch durch ihren Stiefvater – konfrontiert wird. Andrew gesteht Carlos wenig später, dass er damals seine Mutter umgefahren und Fahrerflucht begangen hatte. Daraufhin verbietet Carlos Gaby, sich weiterhin mit Bree zu treffen. Die beiden treffen sich jedoch heimlich weiter, allerdings findet Carlos das heraus und es kommt zu einem Streit, bei dem Carlos sie vor die Wahl stellt. Gaby entscheidet sich zunächst für Bree und zieht mit ihren beiden Kindern bei ihr ein. Bree kann Gaby allerdings überzeugen, zu ihrem Mann zurückzukehren, und die Freundschaft der beiden liegt deswegen zunächst auf Eis. Etwas später findet Gaby heraus, dass sie von ihrem Stiefvater Alejandro verfolgt wird, von dem sie annahm, er sei tot. Sie zwingt ihn mithilfe einer Pistole dazu zuzugeben, dass er sie früher vergewaltigt hat, und sagt ihm, dass er niemals wiederkommen solle. Er kehrt allerdings zurück, bricht in ihr Haus ein und erzählt ihr, dass er ihre Pistole genommen habe. Als Carlos nach Hause kommt und sieht, wie die völlig verängstigte Gaby von ihm bedroht wird, schlägt er Alejandro mit einem Kerzenständer nieder und dieser stirbt, wobei sie entdecken, dass er unbewaffnet ist. Carlos ist dazu bereit, dafür ins Gefängnis zu gehen, dass er seine Frau vor ihrem zwar unbewaffneten, aber doch gefährlichen Vergewaltiger beschützt und ihn in Notwehr umgebracht hat. Aber Bree schlägt eine andere Lösung vor, und zusammen mit Susan und Lynette vertuschen sie den Todesfall. Infolgedessen vergibt Carlos Bree.
- Renee Perry ist Lynette Scavos frühere College-Freundin, die Lynette früher jedes Jahr für ein Wochenende in ihr luxuriöses Zuhause eingeladen hat. In diesem Jahr will sie allerdings die Scavos besuchen. Durch ihre oft zynischen und arroganten Aussagen entstehen unter anderem Probleme mit Bree und Gaby. Die Probleme zwischen den Frauen können aber geklärt werden, und Renee freundet sich mit den beiden an. Mit Bree buhlt sie um die Gunst des Handwerkers Keith. Renee gibt aber auf und die beiden versöhnen sich. Nachdem herausgekommen ist, dass sie in Wahrheit nach Fairview gekommen ist, weil ihr Noch-Ehemann Doug sie betrogen hat und sie sich scheiden lassen, zieht sie in das alte Haus von Edie Britt ein, da sie sich unter den Hausfrauen wohlfühlt. Renee und Lynette gründen eine Firma für Innenarchitektur und ergattern ihren ersten Auftrag durch Susans Hilfe. Nachdem sie mit Susan ausgegangen ist und ziemlich betrunken ist, erzählt sie dieser, dass sie vor über 20 Jahren eine Affäre mit Tom Scavo hatte, dem sie immer noch hinterhertrauert, weil sie ihn für den perfekten Mann und ihre große Liebe hält. Susan zwingt sie dazu, es Lynette zu gestehen. Diese ist im ersten Moment außer sich, aber die beiden können sich sehr schnell wieder versöhnen. Nach Beths Selbstmord bekommt sie von den Leuten aus der Nachbarschaft eine Menge Kritik dafür, dass sie eine längst geplante Feier nicht absagen will. Als Gaby der Sache auf den Grund geht, erfährt sie, dass auch Renees Mutter Selbstmord beging. Kurz vor der Feier zu Susans Wiedereinzug erfährt sie, dass ihr Exmann Doug wieder heiraten wird, was sie sehr unglücklich macht.

#### Das Geheimnis
Paul kehrt in die Wisteria Lane zurück. Er wurde aus dem Gefängnis entlassen, wo er eine Haftstrafe für die vermeintliche Ermordung von Felicia Tilman verbüßen musste, die ihre Ermordung durch ihn nur vorgetäuscht hatte, um Paul doch noch ins Gefängnis zu bringen, nachdem ihm der Mord an ihrer Schwester Martha Huber nicht nachgewiesen werden konnte. Felicia wurde jedoch wegen Raserei von der Polizei angehalten, überprüft und ihr Schwindel flog auf. Später erfährt man, dass einzig Karen McCluskey wusste, dass Felicia noch lebt und es für sich behalten hat. Als Felicia wegen der vorgetäuschten Straftat im Gefängnis sitzt, gesteht Paul ihr, den Mord an ihrer Schwester begangen zu haben, allerdings nur mit Lippenbewegungen, so dass nur Felicia es mitbekommen konnte.
Zur Verwunderung aller hat Paul auch eine neue Frau: Beth. Am Anfang ist ihre Beziehung rein platonisch. Sie haben sich noch während Pauls Zeit als Gefängnisinsasse kennen gelernt, und von Angesicht zu Angesicht ist Beth ihm gegenüber sehr abweisend. In einer Paartherapie gesteht sie ihm, noch Jungfrau zu sein. In Wirklichkeit ist Beth zudem die Tochter von Felicia Tilman, die sie auf Paul angesetzt hat, um sich an ihm zu rächen. Nach und nach entwickelt Beth jedoch Gefühle für Paul, was dazu führt, dass Beth ihre Mutter gegen sich aufbringt.
Zurück in seiner alten Straße sinnt Paul auf Rache an seinen Nachbarn, die ihn im Stich gelassen hätten. Durch die zu Unrecht in Haft verbrachten Jahre hat er eine hohe Abfindung erhalten, mit der er nun versucht, alle Häuser in der Wisteria Lane zu kaufen, um ein Zentrum zur Resozialisierung von Häftlingen zu eröffnen, um seine Nachbarn bewusst zu provozieren. Dieses Vorgehen stößt bei den restlichen Bewohnern der Wisteria Lane auf große Ablehnung. Paul hat genug Häuser gekauft, um seinen Plan umzusetzen. Als er vom Bürgermeister auf Grund besonderer Leistungen ausgezeichnet werden soll, bricht auf der Straße ein großer Krawall aus. Am Abend nach dem Krawall wird Paul angeschossen. Es bleibt zunächst unklar, wer der Täter ist. Als Paul im Krankenhaus durch die Polizisten herausfindet, dass Beth die Tochter von Felicia ist, nimmt er zuerst an, dass sie ihn angeschossen hat, und will sie bestrafen. Er erkennt jedoch später, dass nicht Beth, sondern sein Adoptivsohn Zach ihn verwundet hat, der zwischenzeitlich drogenabhängig und insolvent wurde, den er gemeinsam mit dessen leiblichen Vater Mike aufsucht und zu einem Drogenentzug drängt.
Letztendlich gesteht Paul Beth, dass er Martha Huber umgebracht hat, doch diese will ihm das nicht glauben. Als Beth später ihre Mutter im Gefängnis besucht, erkennt diese, dass sich Beth in Paul verliebt hat, und verstößt sie. Beth erfährt, dass sie ein passender Spender für Susan ist, welche eine Niere braucht. Um in ihrer scheinbar aussichtslosen Situation eine letzte gute Tat zu vollbringen, gibt sie im Krankenhaus die benötigten Papiere ab, um ihre Organe spenden zu können, schießt sich in der Notaufnahme mit einer Pistole in den Kopf und stirbt. Nach kurzer Verzögerung erhält Susan ihre Niere. Da Beth gestorben ist, wird Felicia aus dem Gefängnis entlassen und sucht nach anderen Möglichkeiten, Paul zu schaden, und zieht in eines der Häuser Pauls ein, das auf Beths Namen läuft und welches sie geerbt hat. Zuerst versucht sie sein Vertrauen zu gewinnen, indem sie ihm vorspielt, die Asche von Beth beerdigen zu wollen, indem sie die Asche an einem Ort verstreuen will, wo Beth früher gern war. Allerdings verstreut sie nicht die Asche ihrer Tochter mit Paul, sondern hebt diese in einer Urne auf und redet fortan damit.
Ihr neuer Plan ist, Paul allmählich zu vergiften. Dazu mischt sie unter die Mahlzeiten, die Susan für Paul kocht, Frostschutzmittel. Nachdem Paul zusammengebrochen ist, erkennt er, dass er vergiftet wurde, und verdächtigt zuerst Susan. Diese kann jedoch mit Mikes Hilfe ihre Unschuld beweisen. Als Entschuldigung für sein Benehmen zieht er aus Susans Haus aus. Doch kurz bevor er die Wisteria Lane endgültig verlässt, wird er von Felicia niedergeschlagen. Diese foltert Paul danach, indem sie ihn fesselt und eine Infusion mit Frostschutzmittel legt, welches ihn langsam umbringen soll. Währenddessen gesteht Paul ihr, Martha umgebracht zu haben, ganz zur Freude Felicias, die sein Geständnis auf Band aufnimmt. Susan, die von Felicia unbemerkt in ihr Haus kam, um ihrem Sohn zum Wiedereinzug eine Freude zu machen, entdeckt Paul und kann ihn nach einem Ablenkungsmanöver befreien. Anschließend würgt Paul Felicia, doch Susan kann ihn überzeugen, von ihr abzulassen, da sie glaubt, er sei kein Mörder, und Felicia entkommt. Gerührt von Susans Vertrauen in das Gute in ihm gesteht er ihr den Mord an Martha Huber und beteuert, dass er nicht mehr dieser wütende Mensch sein will. Als die von Susan gerufene Polizei eintrifft, bekennt Paul sich zu dem Mord an Martha Huber und wird abgeführt. Felicia indessen ist mit der Asche ihrer Tochter auf der Flucht. Sie stirbt kurz darauf, als ihr die Urne auf dem Beifahrersitz umfällt und sie in einen entgegenkommenden Lastwagen rast, weil ihr durch die Aufwirbelung der Asche durch die Klimaanlage die Sicht genommen wurde.

### Achte Staffel

#### Die Hausfrauen
- Gabrielle und Carlos versuchen, die traumatische Nacht zu verdrängen. Es fällt jedoch besonders Carlos sehr schwer, alles zu vergessen, weswegen er dem Alkohol verfällt. Er sieht ein, dass er ein Problem hat und beginnt einen Entzug. Nachdem er den Entzug erfolgreich überstanden hat, möchte er jedoch nicht mehr in seinem alten Job arbeiten und kündigt. Er fängt danach einen Job als Suchtberater an, weswegen er sehr viel weniger Geld verdient als vorher. Daraufhin fängt Gaby an zu arbeiten. Sie wird Angestellte in einer edlen Modeboutique, wo sie ein Vielfaches von Carlos verdient, was Carlos zunächst ziemlich missfällt. Er kann sich jedoch damit abfinden. Ein Jahr nach Brees Prozess verlassen die beiden die Wisteria Lane und ziehen nach Kalifornien. Mithilfe von Carlos entwickelt Gaby einen Onlineshop, der so gut läuft, dass sie ihre eigene Sendung auf einem Homeshoppingkanal bekommt.
- Tom und Lynette versuchen zunächst, ihre Trennung vor den Kindern geheim zu halten, was aber nicht lange funktioniert. Tom zieht endgültig aus dem gemeinsamen Haus aus, in dem Lynette und die Kinder wohnen bleiben. Tom lernt wenig später Jane kennen und beginnt eine Beziehung mit ihr, sehr zum Missfallen von Lynette. Die Beziehung von Tom zu Jane wird ernster, als Tom Jane bittet, bei ihm einzuziehen. Trotz der Trennung erzählt Lynette Tom von ihrer Tat, als Chuck mächtigen Druck auf die vier Freundinnen ausübt. Tom weiht Bob ein, da er der Meinung ist, sie würden einen Anwalt brauchen. Mit der Zeit wird sich Lynette allerdings klar darüber, dass sie Tom zurückhaben möchte, und startet entsprechende Versuche, um ihn zurückzuerobern. Sie trifft sich einige Male mit Toms Chef Gregg, was dazu führt, dass dieser Toms Arbeitszeiten beeinflusst, damit er mit Jane nicht mehr so viel Zeit verbringen kann. Als Tom jedoch nach Mumbai versetzt werden soll, macht Lynette einen Rückzieher. Infolgedessen provoziert Gregg Tom so sehr, dass Tom seinen Chef mit der Faust niederschlägt und daraufhin seinen Job verliert. Er erkennt jedoch, dass er Lynette immer noch liebt, und trennt sich von Jane. Infolge von Brees Prozess kommen die beiden wieder zusammen. Lynette bekommt von Katherine, welche mittlerweile eine erfolgreiche Geschäftsfrau in Europa ist und die kurzzeitig in die Wisteria Lane zurückkehrt, einen Job in New York angeboten. Nebenbei erzählt Katherine auch, sie habe sich von Robin getrennt. Nach kurzem Zögern nimmt Lynette den Job an. Aus diesem Grund ziehen Tom und Lynette vier Wochen nach dem Prozess nach New York in ein Penthouse mit Blick auf den Central Park. Es wird gezeigt, dass beide später einmal sechs Enkelkinder haben werden.
- Susan verarbeitet die Geschehnisse der Nacht mit Kunst. Sie beginnt einen Zeichenkurs bei einem angesehenen Maler. Dieser unterschätzt jedoch lange Zeit Susans Fähigkeiten. Susan verarbeitet ihre Gefühle in verschiedenen Bildern, die alle den Tathergang zeigen. Ein Kunstkritiker wird auf diese Bilder aufmerksam und stellt sie ohne Susans Zustimmung aus. Diese Bilder geben Chuck einen entscheidenden Hinweis auf das, was in der Nacht wirklich geschah. Susan erzählt auch Mike von dem Mord. Dieser hilft währenddessen Ben, der ihn in seiner Firma eingestellt hat, die Leiche aus dem Wald zu schaffen und an einer anderen Stelle verschwinden zu lassen. Nachdem Susan auf eigene Faust die Angehörigen von Alejandro in Oklahoma besucht hat, findet sie heraus, dass Alejandro auch seine jetzige Stieftochter missbraucht hat. Die beiden erfahren außerdem, dass Alejandro tot ist. Mike bekommt später mit, dass sich Ben von zwielichtigen Männern Geld leihen will, und kann das zunächst verhindern. Nachdem Ben jedoch das Geld von dem Kredithai angenommen hat und außerdem Renee in die ganze Sache hineingezogen wird, versucht Mike, die beiden zu verteidigen. Als Konsequenz wird er von dem Kredithai vor Susans Augen erschossen. Es stellt sich außerdem heraus, dass Susans Tochter Julie schwanger ist. Vater des ungeborenen Kindes ist Porter Scavo. Julie möchte das Kind zunächst direkt nach der Geburt zur Adoption freigeben, entscheidet sich aber schlussendlich dafür das Baby zu behalten, nachdem sie nach Mikes Tod dessen autistische Schwester kennengelernt hat, die in einem Pflegeheim wohnt und von deren Existenz selbst Mike lange Zeit nichts wusste. Kurz nachdem Julie ihr Baby bekommen hat, verkauft Susan ihr Haus und verlässt mit Julie und MJ die Wisteria Lane, um ihre Tochter während des Studiums zu unterstützen.
- Bree scheint mit den Ereignissen zunächst am besten klarzukommen. Sie trennt sich von Chuck, da sie die Gefahr sieht, dass Chuck alles herausfindet. Dieser fängt nach der Trennung an, gründliche Nachforschungen anzustellen. Durch Susans Bilder sieht er sich in seiner Theorie bestätigt und setzt die Hausfrauen stark unter Druck. Jedoch wird Chuck, kurz bevor er Anklage erheben kann, von einem Auto angefahren und stirbt.

Währenddessen entfremden sich Bree und ihre Freundinnen zunehmend, was darin gipfelt, dass Bree sich das Leben nehmen will. Sie kann jedoch in letzter Minute von Renee davon abgehalten werden. Bree fängt wieder mit dem Trinken an und hat zahlreiche One-Night-Stands. Sie trifft auf Orson, der sie vor einem aufdringlichen Verehrer rettet. Es stellt sich heraus, dass Orson Bree für sich ganz alleine haben will und insgeheim für die Entfremdung zwischen den Freundinnen gesorgt hat. Da Orson Bree außerdem die ganze Zeit verfolgt hat, weiß er über den Mord an Alejandro Bescheid. Weiterhin stellt sich heraus, dass er es war, der Chuck totgefahren hat. Als Bree alles herausfindet und den Kontakt zu ihm abbricht, plant Orson einen Rachefeldzug und übermittelt sein gesamtes Wissen über den Mord in einem Brief an die Polizei von Fairview. Nachdem er den Brief übermittelt hat, verschwindet er und begeht vermutlich Selbstmord. Im Gegenzug versöhnt Bree sich wieder mit ihren Freundinnen. Bree wird jedoch wegen des Briefes von Orson verhaftet, da dieser sie wegen des Mordes an Alejandro schwer belastet. Damit die Polizei eine Verhaftung von Bree rechtfertigen kann, fälscht der ehemalige Partner von Chuck, der glaubt, Bree habe Chuck getötet, Beweise, die Bree belasten. Bree kann daraufhin den Staranwalt Trip Weston überzeugen, ihren Fall zu übernehmen. Nach Brees Freispruch werden die beiden ein Paar und heiraten. Zwei Jahre nach ihrem Prozess ziehen die beiden nach Louisville, wo Bree einem Club konservativer Frauen beitritt. Trip überredet sie außerdem, in die lokale Politik zu gehen. Sie wird ein Jahr danach in den Senat von Kentucky gewählt.
- Renee hat ein Auge auf den neuen Nachbarn Ben geworfen, und die beiden werden bald ein Paar. Da Ben sich von dem Kredithai sehr viel Geld geliehen und deswegen Schwierigkeiten hat, es zurückzubezahlen, sieht er als einzige Lösung die Heirat mit Renee, da diese sehr wohlhabend ist. Er bekommt jedoch Skrupel und gesteht es Renee, woraufhin sie sich von ihm trennt. Die beiden versöhnen sich schnell wieder, als Ben wegen gesundheitlicher Probleme, ausgelöst durch den Druck, den der Kredithai auf ihn ausübt, in das Krankenhaus eingewiesen wird. Renee bezahlt Bens Schulden, wird aber danach von dem Kredithai massiv bedroht, da dieser mehr Geld wittert. Der Kredithai wird von Mike aus Renees Wohnung vertrieben. Sie und Ben verloben sich und heiraten.

#### Das Geheimnis
Nachdem Gabys Stiefvater Alejandro versucht hat, sie erneut zu vergewaltigen, erschlägt ihn Carlos mit einem Kerzenständer. Um die Tat zu vertuschen und nicht ins Gefängnis zu müssen, beichten die beiden ihren Freundinnen Bree, Lynette und Susan davon, und alle fünf beschließen, Alejandro im Wald zu vergraben. Das Besondere an dieser Staffel ist, dass die Hausfrauen zum ersten Mal im Verlauf der Staffel kein Geheimnis herausfinden müssen, sondern dass sie das Geheimnis vor den anderen geheim halten wollen. Nach und nach erfahren auch Mike, Ben, Tom und Bob davon. Auch die Polizei kommt der Aufklärung des Falles immer näher. Detektive Chuck Vance, mit dem Bree eine kurze Beziehung hatte, wird jedoch, kurz bevor er Anklage erheben kann, von einer Person mit dem Auto umgefahren und stirbt. Wie sich später herausstellt, war Orson der Fahrer des Wagens. Orson, der Bree die ganze Zeit heimlich verfolgt hat, kennt die Geschehnisse der Nacht ebenfalls. Von Bree erfährt er zudem wichtige Einzelheiten. Als sie ihn jedoch verlässt, weil sie herausgefunden hatte, dass er sie stalkte, übermittelt er sein komplettes Wissen in einem Brief an die Polizei von Fairview. Infolgedessen wird Bree verhört. Durch die Hinweise in dem Brief findet man außerdem die Leiche von Alejandro, an der man Fingerabdrücke von Bree sicherstellen kann. Als der Prozess gegen Bree beginnt, scheinen Brees Chancen auf einen Freispruch sehr gut, bis die Staatsanwaltschaft ihren Abschiedsbrief als Beweis dem Gericht vorlegt und sie damit sehr viel von ihrer Glaubwürdigkeit verliert. Damit wenden sich ihre Chancen, und sie steht kurz vor der Verurteilung. Zunächst möchte Gaby die Schuld auf sich nehmen, da Carlos bereits vorbestraft ist, doch dazu kommt es nicht mehr. Karen McCluskey, bei der der Krebs zurückgekehrt ist, bekommt alles mit und nimmt die Schuld auf sich, wird aber wegen ihrer schweren Krankheit nicht verurteilt. Sie stirbt kurz nach Brees Prozess.

## Episoden

### Flashback-Episoden
Im Laufe der Serie gibt es Episoden, die aus Flashbacks der Hausfrauen bestehen. Diese zeigen kurze Einblicke in ihre Vergangenheit. Oft gehören die meist fünf Erinnerungen zusammen. Entweder spielen sie alle am selben Tag, zeigen besondere Momente mit einer Person oder anderes. Die Rückblenden dienen oft dazu, das Staffelgeheimnis aufzulösen.
Die elfte Folge der sechsten Staffel zeigt als Besonderheit nicht Rückblenden, sondern Einblicke in eine mögliche Zukunft. Dort stellen sich die Hausfrauen „Was wäre, wenn…“-Fragen.
| Staffel | Episode | Titel                                                                            | Inhalt |
| ------- | ------- | -------------------------------------------------------------------------------- | --- |
| 1       | 23      | Alles ist wunderbar (One Wonderful Day)                                          | Mary Alice Youngs düstere Vergangenheit wird gezeigt. Es wird gezeigt, wie sie Deidre Taylor ihr Kind abnahm und Jahre später einen Mord beging, um das Kind zu behalten.                                                                                            |
| 2       | 23, 24  | Erinnerungen (Remember)                                                          | Mary Alice schildert die Erinnerungen an die Tage, an denen die anderen Frauen in die Wisteria Lane zogen. Mary Alice traf jede Frau am ersten Tag, als sie in die Wisteria Lane zog.                                                                                |
| 4       | 17      | Befreiung (Free)                                                                 | Katherine Mayfair erzählt von ihrem Geheimnis, wobei ebenfalls einige Rückblenden gezeigt werden, die zeigen, was mit ihrer leiblichen Tochter, Dylan, passiert ist und was Katherine nach ihrem Tod getan hat.                                                      |
| 5       | 5       | Ein Blick in den Spiegel (Mirror, Mirror)                                        | Nach dem Fünf-Jahres-Sprung erinnern sich die Frauen an wichtige Geschehnisse, die in den fünf Jahren vorgefallen sind. Jedes Ereignis hat ihr Leben schlagartig verändert und sie seitdem stark geprägt.                                                            |
| 5       | 13      | Der beste Handwerker aller Zeiten (The Best Thing That Ever Could Have Happened) | Nachdem der Handwerker Eli Scruggs auf Susans Dach gestorben ist, erinnern sich die Hausfrauen an Eli. Eli hat das Leben aller durch seine moralische Art verändert. Man erfährt außerdem, dass er der letzte Mensch war, der Mary Alice lebend gesehen hat.         |
| 5       | 19      | Die letzte Ruhestätte (Look into Their Eyes and You See What They Know)          | Nachdem Edie Williams gestorben ist, erinnern sich Lynette Scavo, Susan Mayer, Gaby Solis, Bree Hodge und Karen McCluskey an nennenswerte Momente mit ihr zurück. Die Erinnerungen kommen ans Tageslicht, während die Frauen Edies Asche ihrem Sohn Travers bringen. |
| 6       | 11      | Was wäre, wenn … (If…)                                                           | Nach dem Flugzeugabsturz stellen sich die Hausfrauen die Frage „Was wäre, wenn …?“. So stellt sich Susan die Frage, was passiert wäre, wenn sie Karl Mayer damals nicht verlassen hätte.                                                                             |
| 6       | 20      | Entstehung eines Monsters (Epiphany)                                             | Als die Identität des sogenannten Fairview-Würgers den Zuschauern enthüllt wird, zeigen sich in Flashbacks die Motive für seine Taten. Jede Hausfrau hatte schon mit ihm zu tun.                                                                                     |
| 8       | 17      | Frauen und Tod (Women and Death)                                                 | Nach dem Tod von Mike Delfino denken die Frauen über die gemeinsame Zeit mit ihren jeweiligen (Ex-)Partnern nach, was diese ihnen bedeuten und welche Rolle Mike in ihrem Leben spielte.                                                                             |

### Katastrophen-Folgen
In den Staffeln 3 bis 7 gab es jeweils eine Katastrophen-Folge. Diese Episode zeigt eine Katastrophe, bei der auch einige Haupt- bzw. Nebencharaktere sterben. Diese Episode wird meist in der Midseason ausgestrahlt und geht danach in die Winterpause. Meist endete diese Episode auch mit einem Cliffhanger.
| Staffel | Episode  | Desaster        | Inhalt |
| ------- | -------- | --------------- | --- |
| 3       | 7 (54)   | Geiselnahme     | Peng (Bang): Carolyn Bigsby versucht ihren Mann zu erschießen, weil dieser sie betrogen hat. Er sperrt sich in seinem Büro ein, woraufhin sie verschiedene Kunden, darunter Lynette Scavo, Nora Huntington, Julie Mayer, Austin McCann und Art Shephard, als Geisel nimmt. Sie erschießt Nora und wird bei dem Versuch, Lynette zu erschießen, von Austin überwältigt und von einer weiteren Geisel erschossen. |
| 4       | 9 (79)   | Tornado         | Tornado (Something’s Coming): Ein Tornado verwüstet die Wisteria Lane und gefährdet das Leben aller Bewohner. Bei der Katastrophe stirbt Victor Lang, der bei einem Kampf mit Carlos Solis von einem Zaunpfahl durchbohrt wird. Carlos selbst erblindet, als er von einem umherfliegenden Teil getroffen wird. Sylvia Greene, eine ehemalige Patientin von Adam Mayfair, mit der er eine Affäre hatte, wird beim Verlassen von Bree Hodges Haus in den Tornado gesaugt. Ida Greenberg verstirbt, als das Haus von Karen McCluskey einstürzt, wobei sie Lynette Scavos Ehemann und ihre Kinder rettet. Al Kaminsky stirbt bei dem Versuch, vor dem Tornado zu fliehen, als er mit seinem Auto in einen Strommast fährt und dieser daraufhin Feuer fängt. |
| 5       | 8 (95)   | Feuer           | Stadt in Flammen (City on Fire): Bei dem Bandwettbewerb im White Horse Club legt Dave Williams ein Feuer, in dem Raum, wo er vorher seinen ehemaligen Psychologen Dr. Samuel Heller erwürgt hatte. Sechs weitere unbekannte Personen sterben bei dem Feuer, eine weitere später im Krankenhaus. |
| 6       | 10 (121) | Flugzeugabsturz | Der große Krach (Boom Crunch): Bei der Weihnachtsfeier der Wisteria Lane stürzt ein Flugzeug ab und bringt Tod und Zerstörung, nachdem Jeff Bicks, der Pilot einen Herzinfarkt erlitten hat. Seine Frau Daphne Bicks versucht das Flugzeug notzulanden, stirbt aber ebenfalls beim Absturz. Mona Clark wird vom Flügel des Flugzeuges getroffen und stirbt im Krankenhaus. Karl Mayer wird während eines Kampfes mit Orson Hodge ebenfalls schwer verletzt und stirbt ebenfalls im Krankenhaus. Orson wird gelähmt. Nachdem Lynette Celia Solis vor dem Flugzeug gerettet hat, welches auf sie zugeflogen ist, wird sie im Krankenhaus operiert, wobei sie einen ihrer ungeborenen Zwillinge verliert.                                                  |
| 7       | 10 (144) | Krawall         | Der Aufstand (Down the Block There’s a Riot): Als Paul Young für sein Vorhaben, eine Art Auffangzentrum für Exhäftlinge in der Wisteria Lane zu errichten, vom Bürgermeister ausgezeichnet wird, kommt es zu einer Demonstration zwischen Befürwortern und Gegnern. Als Bree mit ihrer Waffe in die Luft schießt, um ihren Freund Keith aus einer Schlägerei zu erlösen, kommt es zu einer Massenpanik und anschließend zu Krawallen unter den Demonstranten. Susans Niere muss herausgenommen werden, da sie bei der Massenpanik stolpert und übertrampelt wird. In den letzten Szenen der Episode sieht man wie sich die Nachbarn untereinander helfen. Zum Schluss wird Paul von einem Unbekannten angeschossen.                                     |

## Besetzung

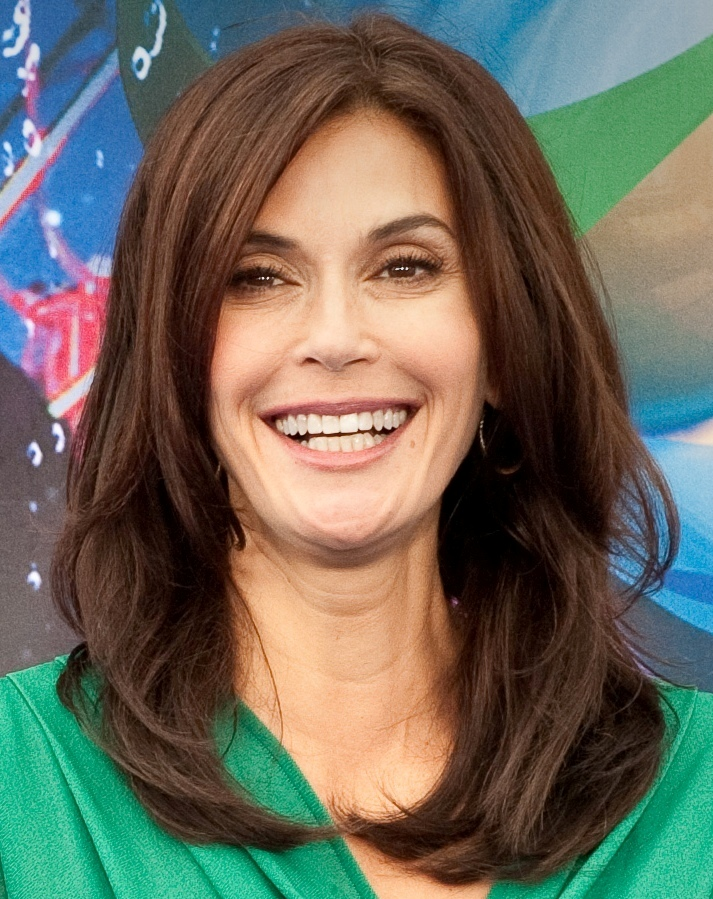
Teri Hatcher spielte Susan Delfino
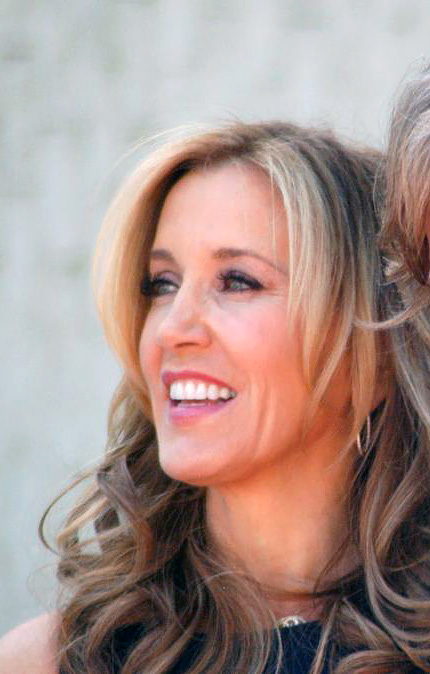
Felicity Huffman spielte Lynette Scavo
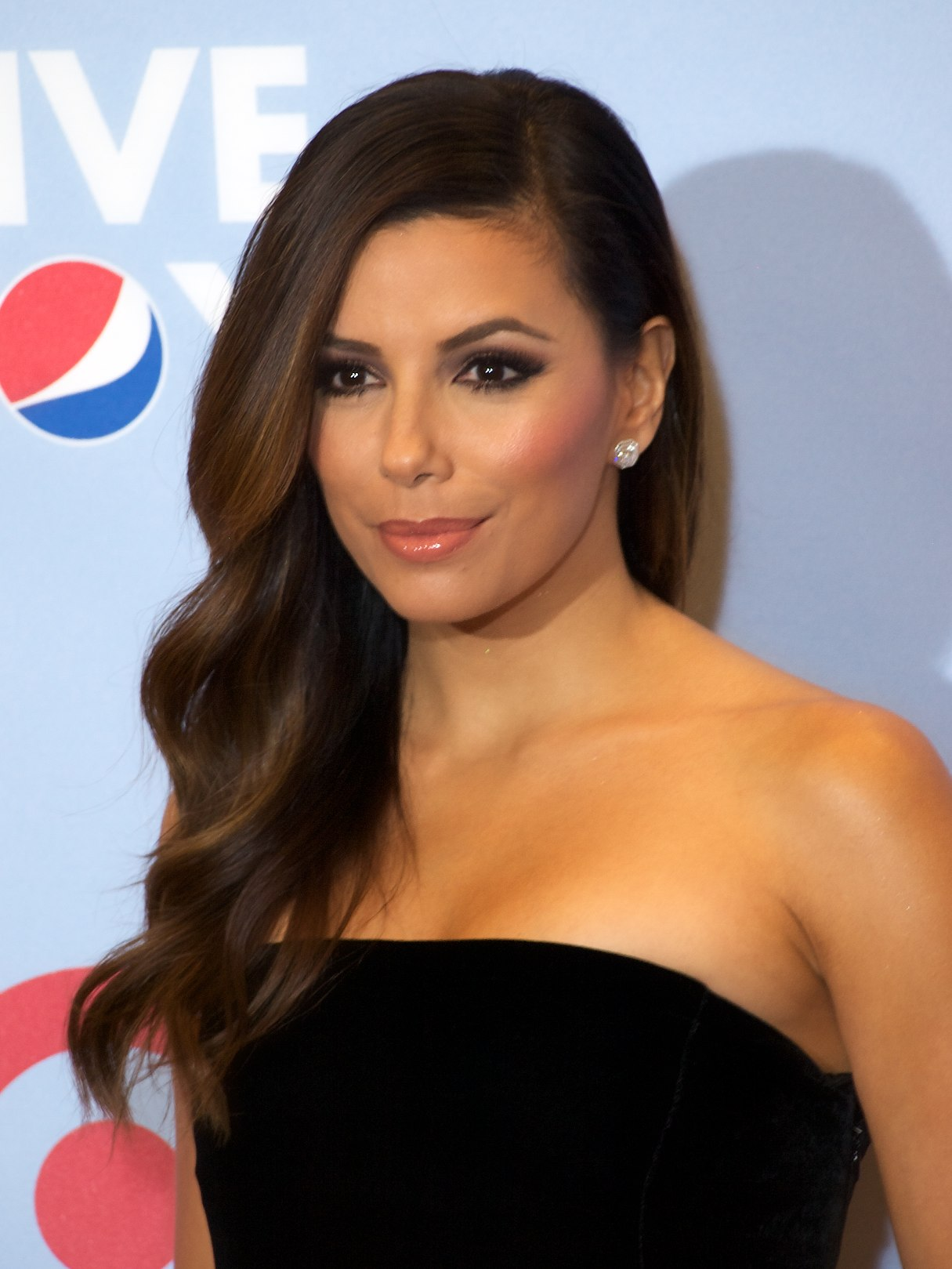
Eva Longoria spielte Gabrielle Solis
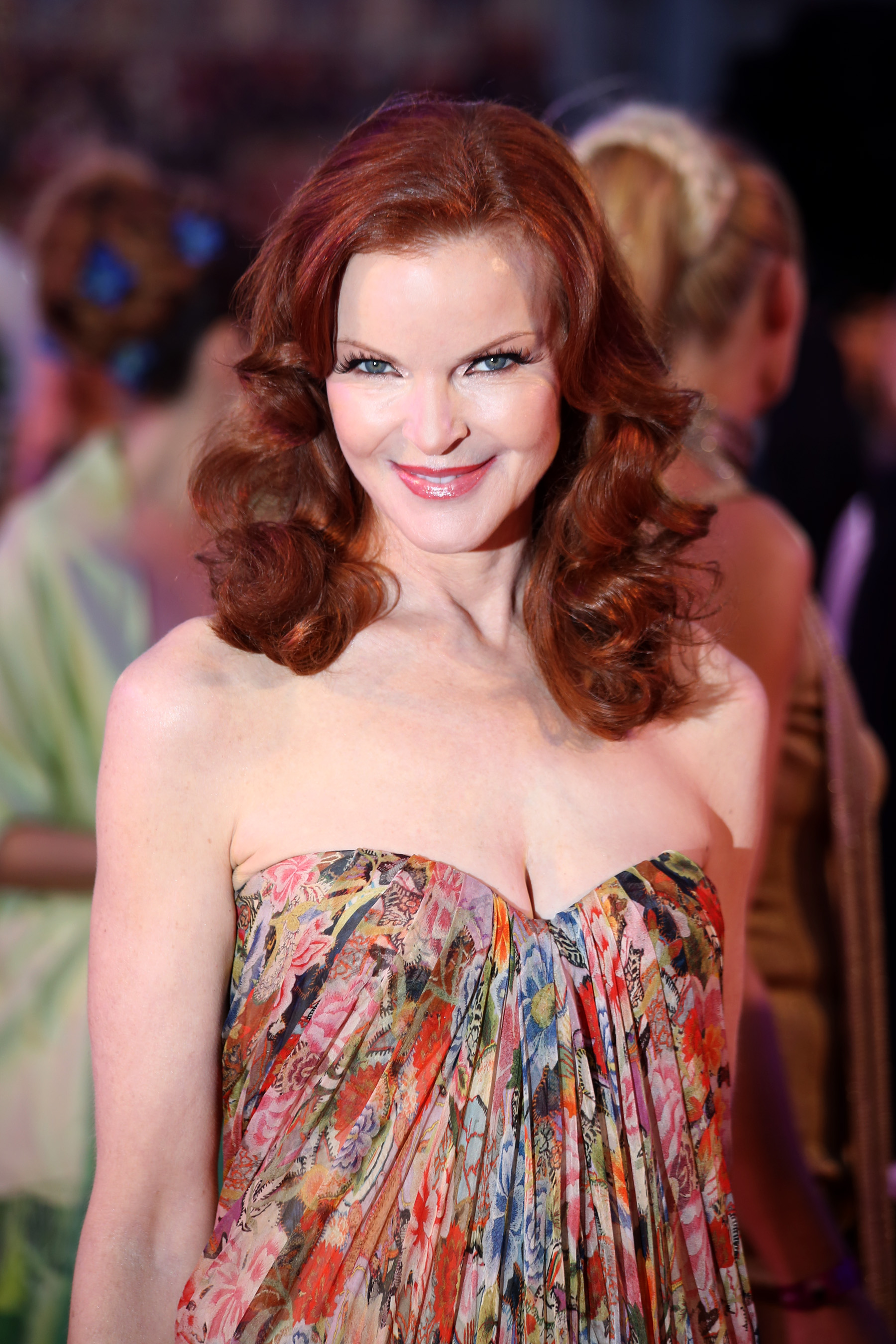
Marcia Cross spielte Bree Weston
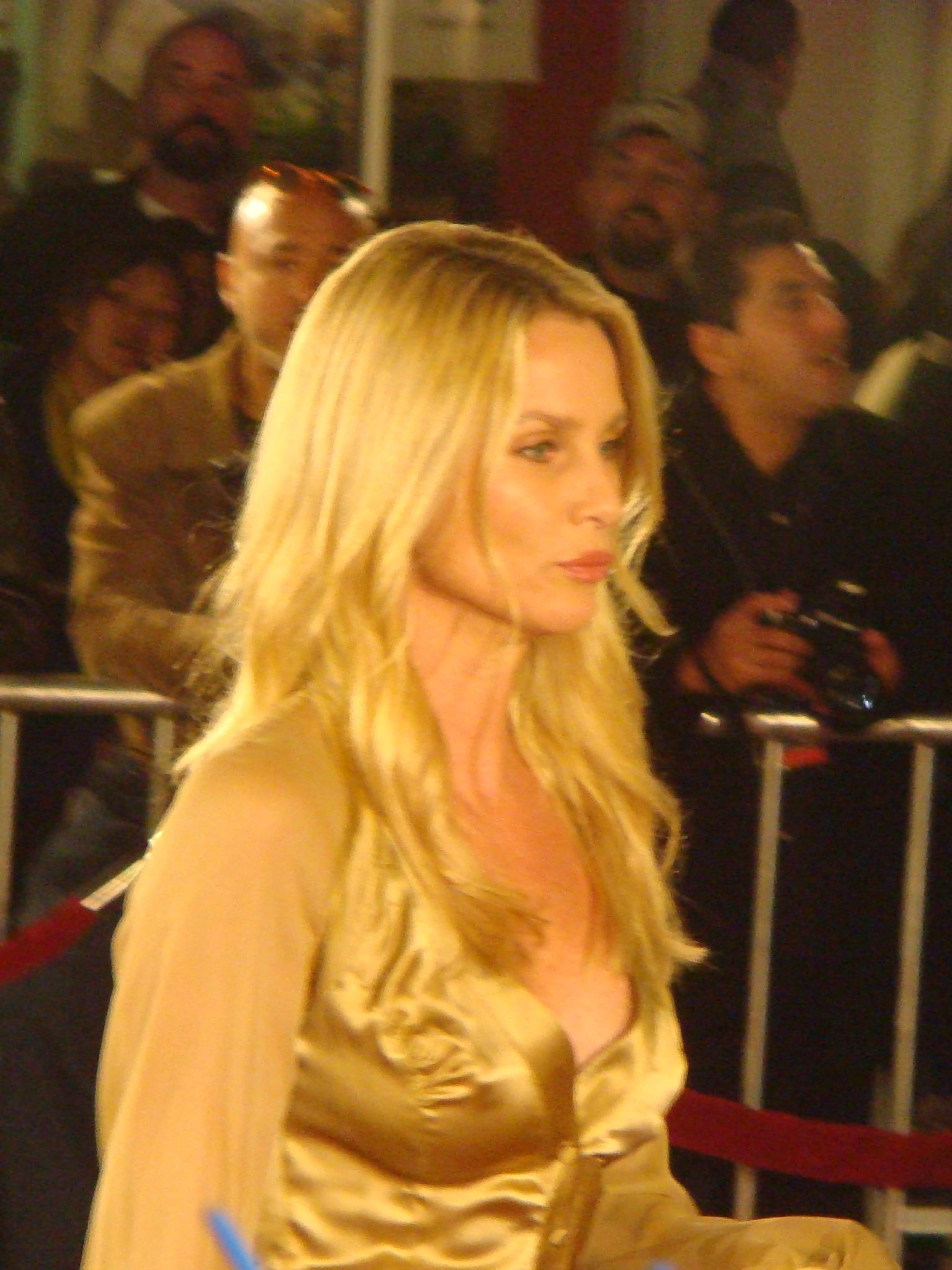
Nicollette Sheridan spielte Edie Williams
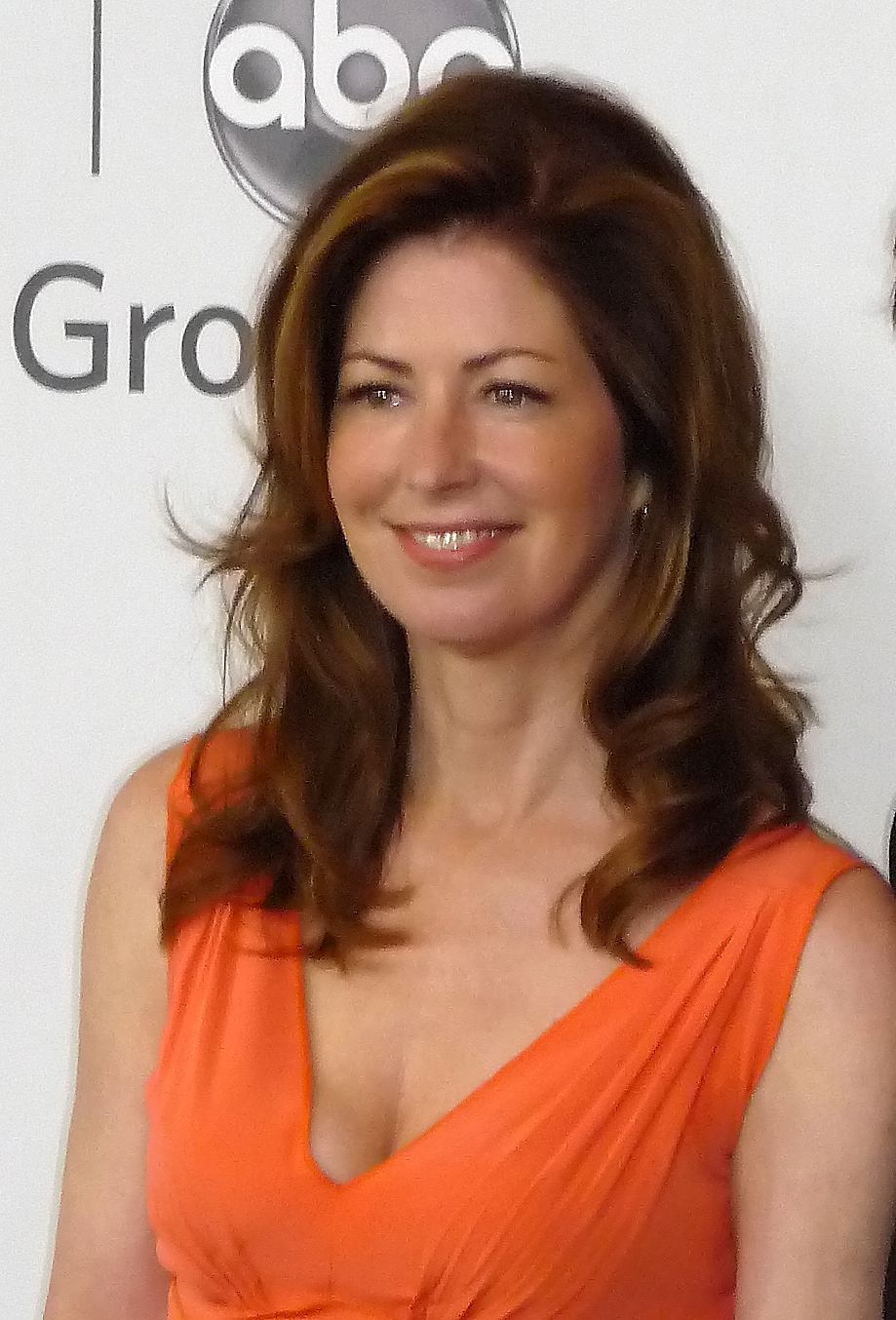
Dana Delany spielte Katherine Mayfair
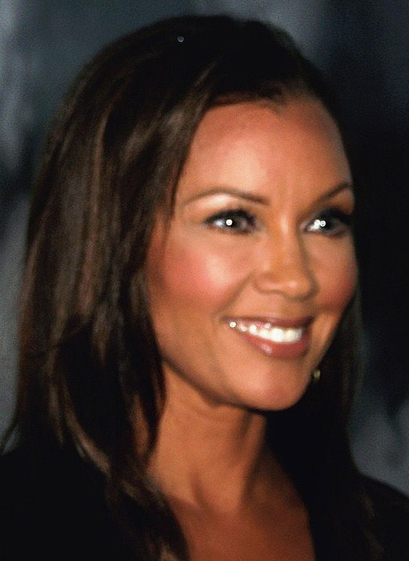
Vanessa Williams spielte Renee Faulkner

### Hauptdarsteller
| Schauspieler                 | Rollenname                                                | Hauptrolle (Folge)  | Nebenrolle (Folge)  | Gastrolle (Folge)                             | Synchronsprecher      |
| ---------------------------- | --------------------------------------------------------- | ------------------- | ------------------- | --------------------------------------------- | --------------------- |
| Teri Hatcher                 | Susan Delfino, geb. Bremmer, gesch. Mayer                 | 1.01–8.23           |                     |                                               | Bettina Weiß          |
| Felicity Huffman             | Lynette Scavo, geb. Lindquist                             | 1.01–8.23           |                     |                                               | Victoria Sturm        |
| Marcia Cross                 | Bree Weston, geb. Mason, verw. Van de Kamp, gesch. Hodge  | 1.01–8.23           |                     |                                               | Judith Brandt         |
| Eva Longoria                 | Gabrielle „Gaby“ Solis, geb. Marquez, verw. Lang          | 1.01–8.23           |                     |                                               | Anna Carlsson         |
| Ricardo Antonio Chavira      | Carlos Solis                                              | 1.01–8.23           |                     |                                               | Marco Kröger          |
| Brenda Strong                | Mary Alice Young, früher Angela Forrest                   | 1.01–8.23           |                     |                                               | Andrea Kathrin Loewig |
| James Denton                 | Michael „Mike“ Delfino                                    | 1.01–8.23           |                     |                                               | Marek Erhardt         |
| Nicollette Sheridan          | Edie Williams, geb. Britt, gesch. McLain, gesch. Rothwell | 1.01–5.19 5.23      |                     |                                               | Peggy Sander          |
| Andrea Bowen                 | Julie Alexandra Mayer                                     | 1.01–4.17           | 6.01–6.20           | 5.08, 7.12, 8.13–8.23                         | Jill Böttcher         |
| Mark Moses                   | Paul Young, früher Todd Forrest                           | 1.01–2.24 7.01–7.22 |                     | 3.11–3.13, 6.23, 8.02                         | Oliver Siebeck        |
| Cody Kasch                   | Zachary „Zach“ Young, früher Dana Taylor                  | 1.01–2.24           |                     | 3.12–3.15, 7.12–7.15                          | Nicolás Artajo        |
| Jesse Metcalfe               | Jonathan „John“ Rowland                                   | 1.01–1.23           |                     | 2.01, 2.03, 2.24, 3.03, 4.05, 6.03–6.04       | Nicola Devico Mamone  |
| Steven Culp                  | Dr. Rex Van de Kamp                                       | 1.01–1.23           |                     | 2.01, 2.23–2.24, 3.16, 5.13, 7.01, 8.17, 8.23 | Hans Hohlbein         |
| Doug Savant                  | Thomas „Tom“ Scavo                                        | 2.01–8.23           |                     | 1.01–1.23                                     | Peter Flechtner       |
| Richard Burgi                | Karl Mayer                                                | 2.02–2.24           |                     | 1.03, 1.11, 1.23, 3.08, 4.14, 5.02–6.11, 8.23 | Erich Räuker          |
| Alfre Woodard                | Betty Applewhite                                          | 2.01–2.24           |                     | 1.22–1.23                                     | Joseline Gassen       |
| Kyle MacLachlan              | Dr. Orson Hodge                                           | 3.01–6.23           |                     | 2.19–2.24, 7.01, 7.11, 8.13–8.15              | Pierre Peters-Arnolds |
| Dana Delany                  | Katherine Irma Mayfair, gesch. Davis                      | 4.01–6.18           |                     | 8.23                                          | Gundi Eberhard        |
| Shawn Pyfrom                 | Andrew Van de Kamp                                        | 5.01–5.20           | 2.01–4.17           | 1.01–1.19, 6.04–7.18, 8.18                    | Nick Forsberg         |
| Neal McDonough               | David „Dave“ Williams, früher David Dash                  | 5.01–5.24           |                     |                                               | Matti Klemm           |
| Maiara Walsh                 | Ana Solis                                                 | 6.01–6.17           |                     | 5.24                                          | Anne Helm             |
| Drea de Matteo               | Angela „Angie“ Bolen, geb. de Luca                        | 6.01–6.23           |                     |                                               | Kerstin Draeger       |
| Vanessa Williams             | Renee Faulkner, gesch. Perry                              | 7.01–8.23           |                     |                                               | Sabine Arnhold        |
| Kathryn Joosten              | Karen McCluskey, geb. Simonds                             | 7.01–7.23           | 2.08–6.23 8.02–8.23 | 1.14, 1.19                                    | Hannelore Minkus      |
| Kevin Rahm                   | Lee McDermott                                             | 7.01–7.23           | 4.04–6.23 8.03–8.23 |                                               | Oliver Mink           |
| Tuc Watkins                  | Bob Hunter                                                | 7.02–7.23           | 4.04–6.19 8.07–8.23 |                                               | Marcus Off            |
| Madison De La Garza          | Juanita Solis                                             | 8.01–8.23           | 6.01–7.22           | 5.01–5.24                                     | Celina Gaschina       |
| Jonathan Cake                | Detective Charles „Chuck“ Vance                           | 8.01–8.09           |                     | 7.20–7.23, 8.23                               | Torsten Sense         |
| Charles Mesure               | Ben Faulkner                                              | 8.11–8.23           | 8.01–8.09           |                                               | Thomas Nero Wolff     |
| Brent und Shane Kinsman      | Porter Scavo                                              |                     | 2.01–4.16           | 1.01–1.23, 5.01, 6.23, 7.15                   | Lennart Flechtner     |
| Charlie Carver               | Porter Scavo                                              |                     | 5.01–8.23           |                                               | Till Völger           |
| Zane Huett                   | Parker Scavo                                              |                     | 2.01–4.16           | 1.01–1.23, 6.23                               | Valentin Kilian       |
| Joshua Logan Moore           | Parker Scavo                                              |                     | 5.02–8.21           |                                               | David Hellwig         |
| Brent und Shane Kinsman      | Preston Scavo                                             |                     | 2.01–4.16           | 1.01–1.23, 5.01, 6.23, 7.15                   | Marlon Flechtner      |
| Max Carver                   | Preston Scavo                                             |                     | 5.01–5.24           | 6.17–8.21                                     | Sandro Blümel         |
| Joy Lauren                   | Danielle Van de Kamp, gesch. Katz                         |                     | 2.01–4.06           | 1.01–1.22, 5.01, 5.03, 6.18, 7.04, 8.04       | Katharina Duda        |
| Roger Bart                   | George Williams                                           |                     | 2.02–2.09           | 1.11–1.23, 2.24, 8.23                         | Uwe Büschken          |
| Mehcad Brooks                | Matthew Applewhite                                        |                     | 2.01–2.24           | 1.22–1.23                                     | Jan-David Rönfeldt    |
| Page Kennedy                 | Caleb Applewhite                                          |                     | 2.03–2.07           |                                               | Stephan Rabow         |
| NaShawn Kearse               | Caleb Applewhite                                          |                     | 2.08–2.24           |                                               | Stephan Rabow         |
| Josh Henderson               | Austin McCann                                             |                     | 3.02–3.16           |                                               | Robin Kahnmeyer       |
| Rachel Fox                   | Kayla Scavo, geb. Huntington                              |                     | 4.01–4.16           | 3.01–3.23                                     | Lilly Sumner          |
| Lyndsy Fonseca               | Dylan Mayfair, ehem. Davis                                |                     | 4.01–4.17           | 6.10                                          | Julia Meynen          |
| Dylan und Jordan Cline       | Penny Lynn Scavo                                          |                     |                     | 1.01–1.23                                     |                       |
| Darien und Kerstin Pinkerton | Penny Lynn Scavo                                          |                     |                     | 2.01–4.16                                     |                       |
| Kendall Applegate            | Penny Lynn Scavo                                          |                     | 5.03–6.23           |                                               | Xisa Eich             |
| Darcy Rose Byrnes            | Penny Lynn Scavo                                          |                     | 7.01–8.22           |                                               | Xisa Eich             |
| Mason Vale Cotton            | Maynard James „MJ“ Delfino                                |                     | 6.01–8.23           | 5.01–5.24                                     | Cedric Eich           |
| Jeffrey Nordling             | Dominic „Nick“ Bolen                                      |                     | 6.01–6.23           |                                               | Sascha Rotermund      |
| Beau Mirchoff                | Danny Bolen, früher Tyler de Luca                         |                     | 6.01–6.23           |                                               | Jan Makino            |

### Nebendarsteller
| Schauspieler          | Rollenname                                         | Staffeln    | Synchronsprecher                                            |
| --------------------- | -------------------------------------------------- | ----------- | ----------------------------------------------------------- |
| Dakin Matthews        | Reverend Sikes                                     | 1–4, 6–8    | Klaus Sonnenschein                                          |
| Maria Cominis         | Mona Clark                                         | 1–3, 5–6, 8 | Daniela Thuar (Staffel 1 & 6) Sabine Walkenbach (Staffel 5) |
| Jeff Doucette         | Pater Crowley                                      | 1–2, 4–6    | Frank Ciazynski                                             |
| Pat Crawford Brown    | Ida Greenberg                                      | 1–4         | Luise Lunow                                                 |
| Harriet Sansom Harris | Felicia Tilman                                     | 1–2, 7      | Marianne Groß                                               |
| Lesley Ann Warren     | Sophie Flickman, geb. Bremmer                      | 1–2, 7      | Helga Sasse                                                 |
| Sam Lloyd             | Dr. Albert Goldfine                                | 1–2         | Frank-Otto Schenk                                           |
| Kathryn Harrold       | Helen Rowland                                      | 1–2         | Rita Engelmann                                              |
| Ryan Carnes           | Justin                                             | 1–2         | Thaddäus Meilinger                                          |
| Bob Gunton            | Noah Taylor                                        | 1–2         | Alexander Herzog                                            |
| Nick Chinlund         | Detective Sullivan                                 | 1–2         | Walter Alich                                                |
| Bob Newhart           | Mortimer „Morty“ Flickman                          | 1–2         | Hasso Zorn                                                  |
| Christine Estabrook   | Martha Huber, geb. Tilman                          | 1, 5, 7–8   | Heidrun Bartholomäus                                        |
| Lucille Soong         | Yao Lin                                            | 1, 5        | Mey Lan Chao                                                |
| Lupe Ontiveros        | Juanita „Mama“ Solis                               | 1, 8        | Evelyn Meyka                                                |
| Richard Roundtree     | Mr. Shaw                                           | 1           | Roland Hemmo                                                |
| Sharon Lawrence       | Maisy Gibbons                                      | 1           | Andrea Solter                                               |
| Heather Stephens      | Kendra Taylor                                      | 1           | Ranja Bonalana                                              |
| Marla Sokoloff        | Claire                                             | 1           | Sarah Riedel                                                |
| Ryan O’Neal           | Rodney Scavo                                       | 1           | Lutz Riedel                                                 |
| Jolie Jenkins         | Deirdre Taylor                                     | 1           | Sonja Spuhl                                                 |
| Kiersten Warren       | Nora Huntington                                    | 2–3, 8      | Ghadah Al-Akel                                              |
| Currie Graham         | Ed Ferrara                                         | 2–3         | Michael Iwannek                                             |
| Gwendoline Yeo        | Xiao-Mei                                           | 2–3         | Yee Man Li                                                  |
| Shirley Knight        | Phyllis Van de Kamp                                | 2, 4        | Astrid Bless                                                |
| Charlie Babcock       | Stu Durber                                         | 2, 5        | Tobias Müller                                               |
| Joely Fisher          | Nina Fletcher                                      | 2           | Melanie Pukaß                                               |
| Wallace Shawn         | Lonnie Moon                                        | 2           | Andreas Mannkopff                                           |
| Kurt Fuller           | Detective Barton                                   | 2           | Lutz Schnell                                                |
| Adrian Pasdar         | David Bradley                                      | 2           | Nicolas Böll                                                |
| Paul Dooley           | Addison Prudy                                      | 2           | Otto Mellies                                                |
| Melinda Page Hamilton | Schwester Mary Bernard                             | 2           | Cathlen Gawlich                                             |
| Joyce Van Patten      | Carol Prudy                                        | 2           | Sonja Deutsch                                               |
| Jay Harrington        | Dr. Ron McCready                                   | 2           | Viktor Neumann                                              |
| Maria Conchita Alonso | Lucia Marquez, gesch. Perez                        | 2           | Regine Albrecht                                             |
| Lee Tergesen          | Peter McMillan                                     | 2           | Stefan Gossler                                              |
| Nichole Hiltz         | Libby Collins                                      | 2           | Nana Spier                                                  |
| Ronny Cox             | Henry Mason                                        | 2           | Karl Sturm                                                  |
| Carol Burnett         | Eleanor Mason                                      | 2           | Ursula Heyer                                                |
| Joy Bisco             | Melanie Foster                                     | 2           | Anne Helm                                                   |
| Polly Bergen          | Stella Kaminsky, verw. Lindquist, gesch. Wingfield | 3–5, 7      | Gisela Fritsch                                              |
| Ellen Geer            | Lillian Simms                                      | 3–4, 8      | Barbara Adolph                                              |
| John Slattery         | Victor Lang                                        | 3–4         | Bernd Vollbrecht                                            |
| Jason Gedrick         | Rick Coletti                                       | 3–4         | Clemens Gerhard                                             |
| Mike Farrell          | Milton Lang                                        | 3–4         | Norbert Langer                                              |
| Jake Cherry           | Travers McLain                                     | 3           | Minh Dyk Phan                                               |
| Stephen Lunsford      | Travers McLain                                     | 5           | Filipe Pirl                                                 |
| Valerie Mahaffey      | Alma Hodge                                         | 3, 8        | Denise Gorzelanny                                           |
| Dougray Scott         | Ian Hainsworth                                     | 3           | Jaron Löwenberg                                             |
| Laurie Metcalf        | Carolyn Bigsby                                     | 3           | Sabine Arnhold                                              |
| Brian Kerwin          | Harvey Bigsby                                      | 3, 5        | Lutz Riedel                                                 |
| Kathleen York         | Monique Pollier                                    | 3           | Almut Zydra                                                 |
| Matt Roth             | Arthur „Art“ Shepard                               | 3           | Wolfgang Wagner                                             |
| Dixie Carter          | Gloria Hodge                                       | 3           | Kerstin Sanders-Dornseif                                    |
| Jennifer Dundas       | Rebecca Shepard                                    | 3           | Ulrike Stürzbecher                                          |
| Greg Evigan           | Dr. Charles McLain                                 | 3           | Lutz Schnell                                                |
| Daniella Baltodano    | Celia Solis                                        | 4–8         | Léa Mariage                                                 |
| Gale Harold           | Jackson Braddock                                   | 4–5         | Karlo Hackenberger                                          |
| Sarah Paulson         | Lydia Lindquist                                    | 4, 8        | Ulrike Stürzbecher                                          |
| Justine Bateman       | Ellie Leonard                                      | 4, 8        | Vera Teltz                                                  |
| Nathan Fillion        | Dr. Adam Mayfair                                   | 4           | Tobias Kluckert                                             |
| Robert Forster        | Nick Delfino                                       | 4           | Roland Hemmo                                                |
| Carrie Preston        | Lucy Lindquist                                     | 4           | Marina Krogull                                              |
| Melora Walters        | Sylvia Greene                                      | 4           | Nadja Reichardt                                             |
| Richard Chamberlain   | Glen Wingfield                                     | 4           | Thomas Fritsch                                              |
| Gary Cole             | Wayne Davis                                        | 4           | Thomas Nero Wolff                                           |
| Celia Weston          | Adele Delfino                                      | 4           | Kornelia Boje                                               |
| John Rubinstein       | Mr. Hobson                                         | 5–8         | Uli Krohm                                                   |
| Gary Anthony Williams | Reggie                                             | 5–6         |                                                             |
| Todd Grinnell         | Dr. Alex Cominis                                   | 5, 7        | Tobias Nath                                                 |
| David Starzyk         | Bradley Scott                                      | 5, 8        | Matthias Deutelmoser                                        |
| Marie Caldare         | Lila Dash                                          | 5           | Antje von der Ahe                                           |
| Stephen Spinella      | Dr. Samuel Heller                                  | 5           | Stephan Hoffmann                                            |
| Andrew Leeds          | Leo Katz                                           | 5           | Julien Haggége                                              |
| Lily Tomlin           | Roberta Simonds                                    | 5           | Marianne Lutz                                               |
| Gail O’Grady          | Anne Schilling                                     | 5           | Andrea Aust                                                 |
| Frances Conroy        | Virginia Hildebrand                                | 5           | Isabella Grothe                                             |
| Ion Overman           | Maria Scott                                        | 5           | Tanja Geke                                                  |
| Beau Bridges          | Eli Scruggs                                        | 5           | Eberhard Haar                                               |
| Matt Cedeño           | Umberto Rothwell                                   | 5           | Sebastian Christoph Jacob                                   |
| Lesley Boone          | Lucy Blackburn                                     | 5           | Almut Zydra                                                 |
| Liz Torres            | Connie Solis                                       | 5           | Vera Müller-Weidner                                         |
| Orson Bean            | Roy Bender                                         | 6–8         | Victor Deiß                                                 |
| Michael Dempsey       | Detective Murphy                                   | 6–8         | Andreas W. Schmidt                                          |
| Mindy Sterling        | Mitzi Kinsky                                       | 6–7         | Margot Rothweiler                                           |
| Josh Zuckerman        | Edward „Eddie“ Orlofsky                            | 6           | Nico Sablik                                                 |
| Kathy Najimy          | Detective Denise Lapera                            | 6           | Susanna Bonasewicz                                          |
| Dan Castellaneta      | Jeff Bicks                                         | 6           | Hans-Jürgen Dittberner                                      |
| Caroline Aaron        | Daphne Bicks                                       | 6           | Arianne Borbach                                             |
| Jane Leeves           | Dr. Graham                                         | 6           | Nina Herting                                                |
| Julie Benz            | Robin Gallagher                                    | 6           | Uschi Hugo                                                  |
| Samuel Page           | Sam Allen                                          | 6           | Raúl Richter                                                |
| Helena Mattsson       | Irina Korsakov                                     | 6           | Anna Knaifel                                                |
| Suzanne Costallos     | Rose de Luca                                       | 6           | Helga Lehner                                                |
| John Barrowman        | Patrick Logan                                      | 6           | Florian Halm                                                |
| Diane Farr            | Barbara Orlofsky                                   | 6           | Eva Michaelis                                               |
| Linda Purl            | Lillian Allen                                      | 6           | Marina Krogull                                              |
| Patty McCormack       | Teresa Pruitt                                      | 6           | Maresi Bischoff-Hanft                                       |
| Tony Plana            | Alejandro Perez, alias Ramon Sanchez               | 7–8         | Klaus-Dieter Klebsch                                        |
| Emily Bergl           | Beth Young, geb. Tilman                            | 7–8         | Giuliana Jakobeit                                           |
| Brian Austin Green    | Keith Watson                                       | 7           | Matthias Deutelmoser                                        |
| Lainie Kazan          | Maxine Rosen                                       | 7           | Kerstin Sanders-Dornseif                                    |
| Cecilia Balagot       | Grace Sanchez                                      | 7           | Clara Drews                                                 |
| Lois Smith            | Allison Scavo                                      | 7           | Inken Sommer                                                |
| Reggie Austin         | Doug Perry                                         | 7           | Martin Kautz                                                |
| John Schneider        | Richard Watson                                     | 7           | Frank Röth                                                  |
| Nancy Travis          | Dr. Mary Wagner                                    | 7           | Viola Sauer                                                 |
| Valerie Harper        | Claire                                             | 7           | Jessy Rameik                                                |
| Rochelle Aytes        | Amber James                                        | 7           | Susanne Herrmann                                            |
| Matthew Glave         | Detective Foster                                   | 7           |                                                             |
| Larry Hagman          | Frank Kaminsky                                     | 7           | Wolfgang Pampel                                             |
| Gregory Itzin         | Dick Barrows                                       | 7           | Lutz Mackensy                                               |
| Andrea Parker         | Jane Carlson                                       | 8           | Silke Matthias                                              |
| Miguel Ferrer         | Andre Zeller                                       | 8           | Lutz Mackensy                                               |
| Sal Landi             | Donny                                              | 8           | Peter Reinhardt                                             |
| Justina Machado       | Claudia Sanchez                                    | 8           | Ghadah Al-Akel                                              |
| Patrick Fabian        | Frank                                              | 8           | Udo Schenk                                                  |
| Scott Bakula          | Trip Weston                                        | 8           | Gudo Hoegel                                                 |
| Christina Chang       | Emily Stone                                        | 8           | Antje von der Ahe                                           |

### Cameo-Auftritte
| Gaststar          | Folge | Synchronsprecher |
| ----------------- | ----- | ---------------- |
| Heidi Klum        | 6.17  | Schaukje Könning |
| Paulina Porizkova | 6.17  | Sabine Jaeger    |

## Veröffentlichung
| St. | Ep. | Premiere      | Finale        | Reichweite | Reichweite | Marktanteil | Marktanteil | DVD-Box       | DVD-Box       |
| St. | Ep. | Premiere      | Finale        | ges.       | 14–49 J.   | ges.        | 14–49 J.    | DE/AT         | CH            |
| --- | --- | ------------- | ------------- | ---------- | ---------- | ----------- | ----------- | ------------- | ------------- |
| 1   | 23  | 12. Apr. 2005 | 22. Nov. 2005 | 2,85 Mio.  | 2,48 Mio.  | 9,6 %       | 18,8 %      | 8. Dez. 2005  | 1. Dez. 2005  |
| 2   | 24  | 12. Sep. 2006 | 27. Feb. 2007 | 2,01 Mio.  | 1,75 Mio.  | 6,4 %       | 13,0 %      | 12. Juni 2008 | 5. Juni 2008  |
| 3   | 23  | 6. März 2007  | 28. Nov. 2007 | 2,06 Mio.  | 1,76 Mio.  | 6,6 %       | 13,6 %      | 24. Sep. 2009 | 17. Sep. 2009 |
| 4   | 17  | 13. Feb. 2008 | 10. Dez. 2008 | 2,41 Mio.  | 2,04 Mio.  | 7,6 %       | 15,8 %      | 1. Apr. 2010  | 31. März 2010 |
| 5   | 24  | 14. Jan. 2009 | 25. Nov. 2009 | 2,29 Mio.  | 1,95 Mio.  | 7,2 %       | 15,3 %      | 14. Okt. 2010 | 7. Okt. 2010  |
| 6   | 23  | 13. Jan. 2010 | 22. Dez. 2010 | 2,40 Mio.  | 2,06 Mio.  | 7,3 %       | 15,4 %      | 18. Aug. 2011 | 13. Juli 2011 |
| 7   | 23  | 12. Jan. 2011 | 26. Okt. 2011 | 2,14 Mio.  | 1,81 Mio.  | 6,7 %       | 14,1 %      | 12. Apr. 2012 | 29. März 2012 |
| 8   | 23  | 4. Jan. 2012  | 26. Sep. 2012 | 1,93 Mio.  | 1,61 Mio.  | 6,1 %       | 13,0 %      | 5. Dez. 2012  | 22. Nov. 2012 |
| 1–8 | 180 | –             | –             | –          | –          | –           | –           | 5. Dez. 2012  | 22. Nov. 2012 |

Die Serie erzielte in den USA hohe Einschaltquoten. In Deutschland wurde die Serie von ProSieben aus Vermarktungsgründen als Nachfolger von der 2004 ausgelaufenen HBO-Serie Sex and the City beworben, obwohl die beiden Serien inhaltlich nicht aufeinander aufbauen.
Von August 2006 bis April 2007 lief auf dem argentinischen Fernsehsender Canal 13 eine Adaption, in Koproduktion von Buena Vista International und Pol-Ka mit dem Namen Amas de Casa Desesperadas.
Desperate Housewives wurde von dem Film American Beauty mit Kevin Spacey inspiriert, der ebenfalls zeigt, was sich hinter einem nach außen normalen Haushalt alles Negatives verbergen kann.

### Erste Staffel
Der USA-Start auf dem Sender ABC erfolgte am 3. Oktober 2004. Die synchronisierte deutsche Version der Serie wurde seit dem 4. April 2005 jeweils wöchentlich auf SRF zwei (in Zweikanaltontechnik), auf ORF eins (ebenfalls im Zweikanalton) und seit dem 12. April 2005 auf ProSieben ausgestrahlt. Die Originalfassung lief davor bereits auf dem Pay-TV-Sender Sky (damals Premiere). In den USA hatte die erste Staffel bis zu 30,62 Millionen Zuschauer. In Deutschland sahen bis zu 3,61 Millionen Menschen zu.

### Zweite Staffel
Im Free-TV war die zweite Staffel der Serie von September 2006 bis Februar 2007 auf SRF zwei und ORF eins zu sehen. ProSieben zog nach und strahlte die zweite Staffel dienstags zwischen dem 12. September 2006 und dem 27. Februar 2007 aus. Auf Sky wurde die zweite Staffel bereits sieben Monate früher von Februar bis August 2006 im Zweikanalton ausgestrahlt. Die Quoten gingen in der zweiten Staffel leicht zurück. Die Staffelpremiere hatte in den USA 28,36 Millionen Zuschauer; in Deutschland sahen nur noch bis zu 2,27 Millionen Menschen zu.

### Dritte Staffel
Die dritte Staffel startete am 24. September 2006 in den USA und endete am 20. Mai 2007.
Der Schweizer Sender SRF zwei sowie der österreichische Sender ORF eins zeigten die dritte Staffel beginnend am 5. März 2007. ProSieben strahlte die dritte Staffel vom 6. März bis zum 28. November 2007 aus, direkt im Anschluss an die zweite Staffel.
Am 5. September um 20:15 Uhr startete der zweite Teil der dritten Staffel auf ProSieben, somit bekamen die Hausfrauen einen neuen Sendeplatz am Mittwoch. Auch der ORF hatte die Ausstrahlung bereits seit 21. Mai 2007 unterbrochen und setzte sie am 10. September 2007 fort, während SRF zwei keine Pause machte und die dritte Staffel am 13. August 2007 zu Ende ausstrahlte. Die Quoten in den USA gingen noch weiter zurück. Insgesamt sahen 24,09 Millionen Zuschauer die Staffelpremiere. Der Tiefpunkt der Staffel lag bei 15,63 Millionen Zuschauer (God, That’s Good). In Deutschland stiegen die Quoten wieder. Bis zu 2,35 Millionen Zuschauer sahen die dritte Staffel dort.

### Vierte Staffel
Am 30. September 2007 startete die vierte Staffel der Serie im amerikanischen Fernsehen auf dem Sender ABC. Der Schweizer Sender SRF zwei startete die Ausstrahlung am 11. Februar 2008. In Österreich wurde die Serie ebenfalls ab dem 11. Februar 2008 auf ORF eins ausgestrahlt. In Deutschland wurden die ersten neun Folgen der vierten Staffel ab dem 13. Februar 2008 auf ProSieben ausgestrahlt. Die restlichen acht Folgen wurden zur gleichen Sendezeit ab dem 22. Oktober 2008 gesendet. Die vierte Staffel hat aufgrund des Autorenstreiks nur 17 Folgen. Die Autoren gingen nach Beendigung des Streiks am 12. Februar 2008 wieder zurück an die Arbeit und produzierten zu den zu dem Zeitpunkt bereits vorhandenen zehn Folgen noch weitere sieben.
Die vierte Staffel endete in den USA am 18. Mai 2008 mit der Episode Free. In den USA war Tornado, im Original Something’s Coming, die erfolgreichste Episode der vierten Staffel. 20,65 Millionen Zuschauer sahen die Tornado-Episode dort.
Auch in Deutschland sorgte die Tornado-Folge für die besten Quoten seit 3 Jahren. 2,43 Millionen 14- bis 49-jährige Zuschauer konnte man zählen. Das bedeutete einen Marktanteil von 19,1 Prozent.
Mit dem Ende der vierten Staffel wurden einige Darsteller aus ihren Verträgen entlassen. Dazu zählten Rachel G. Fox, Andrea Bowen, Brent und Shane Kinsman sowie Zane Huett.

### Fünfte Staffel
Am 28. September 2008 startete die fünfte Staffel in Amerika, welche einen Zeitsprung von 5 Jahren macht. Für die fünfte Staffel wurden die Scavo-Kinder neu gecastet (Preston und Porter: Max und Charlie Carver, Parker: Joshua Logan Moore, Penny: Kendall Applegate). Edie kehrt mit neuem Mann wieder zurück in die Wisteria Lane, gespielt wird dieser von Neal McDonough. Andrea Bowen und Joy Lauren waren in der fünften Staffel nicht mehr im Hauptcast bzw. Nebencast, hatten aber einige Gastauftritte. Die fünfte Staffel von Desperate Housewives startete in der Schweiz am 5. Januar 2009. Sie wurde wie üblich montags auf dem Schweizer Sender SRF zwei gezeigt. ORF eins zeigte diese Folgen beginnend mit dem 12. Januar 2009 auf ihrem Stammplatz in der Montags-Primetime. In Deutschland begann die Ausstrahlung am 14. Januar 2009 wie gewohnt am Mittwochabend um 20:15 Uhr auf ProSieben.
Weil die Synchronfassungen ab Folge 14 nicht rechtzeitig zur Verfügung standen, wurden im Frühjahr 2009 nur die ersten 13 Folgen ausgestrahlt. Demzufolge wurde die letzte Folge auf SRF zwei und ORF eins am 6. April ausgestrahlt, auf ProSieben am 8. April 2009. Teil 2 mit den Folgen 14 bis 24 der fünften Staffel wurde von September bis November 2009 auf SRF zwei, ORF eins und ProSieben ausgestrahlt.

### Sechste Staffel
Die sechste Staffel lief ab dem 27. September 2009 auf ABC. ProSieben begann die Ausstrahlung der sechsten Staffel am 13. Januar 2010 mit einer Doppelfolge. Der Schweizer Sender SRF zwei sowie der österreichische Sender ORF eins begannen den Start der sechsten Staffel am 11. Januar 2010 auszustrahlen. Nach Episode 12 machten alle drei Sender Sommerpause. SRF zwei begann mit der Ausstrahlung der restlichen zwölf Episoden am 13. September 2010. ORF eins folgte am 4. Oktober 2010. Auf ProSieben waren die verbleibenden Episoden vom 13. Oktober bis zum 22. Dezember 2010 zu sehen.

### Siebte Staffel
Die siebte Staffel startete auf ABC am 26. September 2010 und endete am 15. Mai 2011 mit einer Doppelfolge. Am 10. Januar 2011 startete die Staffel als deutschsprachige Erstausstrahlung sowohl bei SRF zwei als auch auf ORF eins. ProSieben begann mit der Ausstrahlung der siebten Staffel ab dem 12. Januar 2011. Nach Folge 13 legten alle drei Sender eine Sommerpause ein. Die siebte Staffel wurde vom 24. August bis zum 26. Oktober 2011 mit der Ausstrahlung der noch fehlenden zehn Folgen fortgesetzt. Die Ausstrahlung auf SRF zwei und ORF eins endete am 24. Oktober 2011.

### Achte Staffel
Die achte Staffel startete am 25. September 2011 auf ABC und endete am 13. Mai 2012 mit einem zweistündigen Serienfinale. Vom 4. Januar bis zum 21. März 2012 liefen die ersten 13 Folgen der finalen achten Staffel auf ProSieben. Die restlichen zehn Folgen wurden bei ProSieben vom 29. August bis zum 26. September 2012 in Doppelfolgen gezeigt. Auf SRF zwei und ORF eins war die Erstausstrahlung bereits ab dem 2. Januar 2012 zu sehen, wobei ebenfalls eine Ausstrahlungspause im Sommer eingelegt wurde.
Mit der achten Staffel wurden Jonathan Cake, dessen Figur in der siebten Staffel eingeführt wurde, und Madison De La Garza, die seit dem Finale der vierten Staffel die erstgeborene Tochter der Solis verkörpert, in die „Hauptdarsteller-Riege“ aufgenommen. Cake zählte jedoch nur bis Folge 9 zum Hauptcast, da seine Figur den Serientod stirbt, dafür wurde Charles Mesure, dessen Figur mit Beginn der achten Staffel eingeführt wurde, ab Folge 11 von der Nebenrolle zur Hauptrolle befördert.

## Trivia
- Bree ist die einzige der vier Hauptfiguren, die während des Handlungszeitraums der Serie kein Kind bekam. Ihre Darstellerin Marcia Cross war allerdings die einzige der vier Schauspielerinnen, die während der Serienlaufzeit schwanger wurde und deshalb auch als einzige nicht in allen 180 Folgen zu sehen war.
- Das erste Konzept für die Serie wurde den fünf größten Sendern der USA angeboten und von diesen abgelehnt. Auch die Überarbeitung lehnten zuerst mehrere Sender ab, bis ABC sich die Rechte an der Sendung sicherte.[13]
- Marc Cherrys Wunsch war es, Calista Flockhart, Heather Locklear, Mary-Louise Parker oder Courteney Cox für die Rolle der Susan zu gewinnen. Cox hatte Interesse, war aber zu der Zeit schwanger.
- Im Casting wurden explizit ältere Schauspielerinnen gesucht. Eva Longoria war mit 29 Jahren eigentlich zu jung, ihre Rolle wurde daher entsprechend angepasst.[14]
- In der Serie hat Longorias Figur Gaby eine Affäre mit dem minderjährigen Gärtner John, gespielt von Jesse Metcalfe. Er ist jedoch nur drei Jahre jünger als Longoria.
- Die Originaltitel der Episoden, mit Ausnahme der Pilotfolge, sind an die Musiktitel des Musical-Komponisten Stephen Sondheim angelehnt.
- Die Figur der Bree Van de Kamp hat Produzent Marc Cherry nach eigenen Angaben fast vollkommen nach dem Vorbild seiner Mutter während seiner Teenager-Jahre erschaffen.
- Auch die Figur der Lynette Scavo erschuf Cherry nach dem Vorbild seiner Mutter, jedoch beruht diese Figur auf seinen Kindheitserinnerungen.
- Cherrys Plan war es ursprünglich, Katherine und Mike zu Beginn der sechsten Staffel heiraten zu lassen. Da jedoch ein Großteil der Fans auf eine erneute Hochzeit von Susan und Mike hofften, schrieb Cherry diese Folge nochmals um.
- Die einzigen beiden Folgen, die nicht von Brenda Strong als Mary Alice Young aus dem Off erzählt werden, sind die Folgen 3x16 Männer sind Schweine, die von Steven Culp erzählt wird und die Folge 5x19 Die letzte Ruhestätte, in der Nicollette Sheridan aus dem Off kommentiert.
- Bevor Touchstone die Serie dem Sender ABC anbot, spielte Sheryl Lee im Pilotfilm die Rolle der Mary Alice Young, der Gärtner John wurde von Kyle Searles und Rex Van de Kamp von Michael Reilly Burke gespielt. Lee wurde durch Brenda Strong ersetzt. Beide hatten zuvor schon Rollen als „Tote“ gespielt, Strong in Everwood und Lee in Twin Peaks.
- Die Häuser der Hausfrauen waren schon in den Produktionen Deep Impact und Meine teuflischen Nachbarn zu sehen. Brees Haus war ebenfalls in der NBC-Drama-Serie Providence von 1999 bis 2002 zu sehen.
- Die Produktion der vierten Staffel ruhte vom 5. November 2007 bis zum 12. Februar 2008 auf Grund des Autorenstreiks der WGA. Ab Mitte Februar 2008 wurden wieder neue Folgen gedreht.
- Die Rolle der Renee Perry wurde extra für Vanessa Williams geschrieben, da diese nach dem Ende von Ugly Betty noch für zwei Jahre bei ABC unter Vertrag stand.
- Die Figur Karen McCluskey stirbt im Serienfinale an Lungenkrebs. Kurze Zeit nach der Ausstrahlung der Folge im amerikanischen Fernsehen starb auch die Darstellerin der Rolle, Kathryn Joosten, an dieser Krankheit.[15]
- Marc Cherry, der Ideenlieferant, Drehbuchautor und Produzent der Serie, hat in der Abschlussfolge von Staffel 8 einen Cameo-Auftritt als Umzugshelfer von Susan Delfino.

## Todesfälle
In der Serie sterben viele Figuren, meist auf unnatürliche Weise.
- 1980: Gabrielle Marquez’ Vater stirbt nach langer Krebserkrankung, nachts, an ihrer Seite. (Staffel 4, Episode 2)
- 1993: Deirdre Taylor wird von Mary Alice Young mit einem Küchenmesser erstochen. (Staffel 1, Episode 23)
- 1996: Dylan Davis wird als kleines Kind von einem Schrank erschlagen, als sie versucht, eine Puppe von diesem herunterzuholen. Aus Angst vor Wayne Davis adoptiert Katherine Davis ein rumänisches Waisenkind, das wie Dylan aussieht. (Staffel 4, Episode 17)
- 1997: Gilbert McCluskey stirbt an einem Herzstillstand und wird einige Jahre von Karen McCluskey in einer Tiefkühltruhe aufbewahrt. (Staffel 3, Episode 18)
- 26. September 2004: Mary Alice Young begeht Selbstmord durch einen Revolverschuss in den Kopf. (Staffel 1, Episode 1)
- 2004: Martha Huber wird von Paul Young mit einem Mixgerät niedergeschlagen und danach erwürgt. (Staffel 1, Episode 8)
- 2005: Juanita Solis wird von Andrew Van de Kamp überfahren und fällt ins Koma, kurz nach dem Aufwachen stürzt sie eine Treppe herunter und erliegt den Verletzungen. (Staffel 1, Episode 17)
- 2005: Rex Van de Kamp wird von George Williams mit falscher Medizin versorgt und stirbt infolgedessen an Herzversagen. (Staffel 1, Episode 23)
- 2005: Melanie Foster wird von Matthew Applewhite mit einer Axt erschlagen. (Staffel 2, Episode 23)
- 2005: George Williams stirbt an einer Überdosis an Medikamenten, anfangs in der Hoffnung, von Bree Van de Kamp gerettet zu werden; sie lässt ihn bewusst sterben. (Staffel 2, Episode 9)
- 2006: Der Privatdetektiv Curtis Monroe erschießt sich unabsichtlich mit seiner Dienstwaffe, als eine Treppenstufe unter ihm einbricht. (Staffel 2, Episode 11)
- 2006: Ralph, einer von Gabys Gärtnern, wird von einem Bus überfahren, als er einen Stuhl von der Fahrbahn holen will. (Staffel 2, Episode 23)
- 2006: Noah Taylor wird von Zach Young getötet, der die Herz-Lungen-Maschine des Sterbenden abstellt. (Staffel 2, Episode 23)
- 2006: Matthew Applewhite wird von einem Scharfschützen der Polizei erschossen, als er Bree mit einer Pistole bedroht. (Staffel 2, Episode 24)
- 2006: Monique Pollier wird von Gloria Hodge mit einer Rohrzange erschlagen. (Staffel 3, Episode 15)
- 2006: Nora Huntington wird von Carolyn Bigsby während einer Geiselnahme in einem Supermarkt angeschossen und verblutet. (Staffel 3, Episode 7)
- 2006: Carolyn Bigsby wird von einer ihrer Geiseln mit einem Kopfschuss getötet. (Staffel 3, Episode 7)
- 2006: Rebecca Shepard stirbt an einem Herzstillstand. (Staffel 3, Episode 10)
- 2007: Jane Hainsworth stirbt auf natürliche Weise nach einem langjährigen Koma im Krankenhaus. (Staffel 3, Episode 13)
- 2007: Alma Hodge stirbt nach einem Sturz vom Dach. Nachdem sie zunächst von Gloria eingesperrt worden ist, kann sie sich befreien und klettert aufs Dach, um auf sich aufmerksam zu machen.(Staffel 3, Episode 15)
- 2007: Lillian Simms, Katherines Tante, kommt nach einem Krankenhausaufenthalt in Katherines Haus. Die bettlägerige, alte Dame stirbt dort auf natürliche Weise. Sie kennt Katherines Geheimnis bezüglich Dylans Vater und hinterlässt einen Zettel, der in Episode 4.10 gefunden wird. (Staffel 4, Episode 4)
- 2007: Victor Lang wird während eines Tornados über der Stadt von einer umherfliegenden Zaunlatte durchbohrt. (Staffel 4, Episode 9)
- 2007: Adam Mayfairs frühere Geliebte Sylvia Greene wird von dem Tornado mitgerissen, als sie Brees Haus verlässt, und stirbt. (Staffel 4, Episode 9)
- 2007: Ida Greenberg stirbt beim Tornado unter Karens Haus. (Staffel 4, Episode 10)
- 2008: Ellie Leonard trifft bei einem Fluchtversuch vor der Polizei zufällig auf Wayne, der Katherine mit einer Waffe bedroht. Ellie wird als Bestandteil des nun möglichen Mordplanes von Wayne von diesem erschossen. (Staffel 4, Episode 17)
- 2008: Wayne wird, bereits verletzt auf dem Boden liegend, bewusst von Katherine erschossen. Lynette Scavo, Bree, Gaby und Susan Delfino decken Katherine, woraufhin der Mord von der Polizei aufgrund der Zeugenaussagen als Notwehr gewertet wird. (Staffel 4, Episode 17)
- 2010: Lila Dash und ihre Tochter sterben bei einem Autounfall mit Susan und Mike Delfino. (Staffel 5, Episode 1)
- 2013: Dr. Samuel Heller wird von Dave Williams erwürgt. (Staffel 5, Episode 8)
- 2014: Eli Scruggs, der nachbarschaftliche Handwerker in Fairview, stirbt während eines Auftrags auf Susans Hausdach an einem Herzinfarkt. (Staffel 5, Episode 13)
- 2014: Bradley Scott wird von seiner Frau Maria Scott erstochen, nachdem er ihr erzählte, dass er eine Affäre mit einer Friseurin hat. (Staffel 5, Episode 16)
- 2014: Edie Williams stirbt an einem Stromschlag. Als Edie kurz nach dem Mordversuch von Dave versucht, mit dem Auto zu fliehen, weicht sie dem auf der Straße torkelnden Orson Hodge aus und fährt gegen einen Strommast. Als Edie das Auto verlassen will, bemerkt sie nicht, dass ein heruntergerissenes Stromkabel vor der Autotür hängt. Sie tritt in eine Pfütze und stirbt daraufhin an den Folgen eines Stromschlags. (Staffel 5, Episode 18 & 19)
- 2014: Emily Portsmith wird von Eddie Orlofsky, dem Fairview-Würger, erwürgt. (Staffel 6, Episode 8)
- 2014: Jeff Bicks stirbt in seinem Kleinflugzeug während eines Streits mit seiner Frau an einem Herzinfarkt. (Staffel 6, Episode 10)
- 2014: Daphne Bicks, die versucht, das Flugzeug notzulanden, stirbt beim Absturz. (Staffel 6, Episode 10)
- 2014: Karl Mayer erliegt im Krankenhaus seinen Verletzungen, die er sich zuzieht, als das Kleinflugzeug in der Wisteria Lane abstürzt. (Staffel 6, Episode 11)
- 2014: Mona Clark wird von einem Privatflugzeug erfasst, als dieses in der Wisteria Lane abstürzt, und erliegt später im Krankenhaus ihren Verletzungen. (Staffel 6, Episode 11)
- 2014: Lynette verliert eines ihrer ungeborenen Babys, Patrick, nachdem sie Celia Solis vor der Kollision mit dem Flugzeug bewahrte. (Staffel 6, Episode 11)
- 2015: Irina Korsakov wird von Eddie erwürgt. (Staffel 6, Episode 19)
- 2015: Ramona, eine Prostituierte, wird von Eddie erwürgt. (Staffel 6, Episode 20)
- 2015: Barbara Orlofsky wird von Eddie erwürgt, als sie die Polizei rufen will, nachdem sie herausgefunden hat, dass Eddie der Fairview-Würger ist. (Staffel 6, Episode 20)
- 2015: Patrick Logan stirbt, als die Bombe, die Angie Bolen für ihn gebaut hat, explodiert. (Staffel 6, Episode 23)
- 2015: Teresa Pruitt stirbt im Krankenhaus an einer Krankheit. (Staffel 6, Episode 23)
- 2016: Frank Kaminsky stirbt eines natürlichen Todes.  (Staffel 7, Episode 14)
- 2016: Beth Young erschießt sich nach der Trennung von Paul im Empfangsbereich der Notaufnahme, damit ihr Leben einen Sinn hat, indem ihre Niere an Susan gespendet wird. Sie überlebt den Schuss jedoch und wird an lebenserhaltende Apparate angeschlossen, welche, nach langem Zögern, durch Paul abgeschaltet werden. (Staffel 7, Episode 16 & 17)
- 2016: Felicia Tilman stirbt, als in ihrem Auto die Urne ihrer Tochter Beth vom Beifahrersitz fällt. Durch die umherfliegende Asche verliert sie die Kontrolle über den Wagen und kollidiert mit einem Lastwagen. (Staffel 7, Episode 22)
- 2016: Gabys Stiefvater Alejandro Perez stirbt, nachdem Carlos ihn mit einem schweren Kerzenständer niedergeschlagen hat, als er versucht, Gaby erneut zu vergewaltigen. (Staffel 7, Episode 23)
- 2016: Chuck Vance wird von einem Auto überfahren. Zunächst ist nicht sicher, ob er tot ist. Bestätigt wird der Tod, als die Kriminalpolizei den Mörder von Chuck sucht. Später stellt sich heraus, dass Orson ihn wie einst Mike überfahren hat. (Staffel 8, Episode 9 & 10)
- 2017: Mike wird von einem Kredithai erschossen. (Staffel 8, Episode 16)
- 2017: Karen stirbt an Lungenkrebs. (Staffel 8, Episode 23)

Aus verschiedenen Dialogen erfährt man von weiteren unnatürlichen Todesfällen von Figuren, die in der Serie nicht vorkommen:
- Bree Westons Mutter wurde an einem Weihnachtsabend in Brees Kindheit überfahren. (Staffel 1, Episode 5)
- Edie Williams Bruder, ein Drogenabhängiger, starb einige Jahre zuvor an einer Überdosis.
- Juanita Solis erzählt Gabrielle Solis, sie und Carlos Solis seien von Juanitas Mann geschlagen worden, als Carlos noch klein war, und Gott habe ihr geholfen, das zu beenden. (Staffel 1, Episode 5)
- Karen McCluskeys Sohn starb im Alter von zwölf Jahren. Als Todesursache wird nur gesagt, dass er „krank wurde“. (Staffel 1, Episode 14)
- Gloria Hodge, die Mutter von Orson Hodge, brachte ihren Mann um, als Orson 16 Jahre alt war. Sie verabreichte ihm Schlaftabletten, legte ihn ins heiße Wasser der Badewanne und schnitt ihm dort die Pulsadern auf, so dass es für Orson und die Polizei wie Selbstmord aussah. Dasselbe wollte Gloria auch Bree antun, aber Orson verhinderte dies erfolgreich. (Staffel 3, Episode 15)
- Al Kaminsky starb während des Tornados, als er mit seinem Auto in eine umgekippte Stromleitung fährt und sein Wagen Feuer fängt. (Staffel 4, Episode 10)
- In dem Feuer, das von Dave Williams gelegt wurde, starben sechs unbekannte Personen. (Staffel 5, Episode 8)
- Im Krankenhaus starb eine der Personen, die durch das von Dave gelegte Feuer verletzt wurden. (Staffel 5, Episode 9)
- Lynette Scavo erzählt, dass ihr ehemaliger Stiefvater Glen Wingfield verstorben ist. (Staffel 5, Episode 12)
- Renee Faulkner erzählt, dass ihre Mutter sich das Leben genommen hat. (Staffel 7, Episode 17)

## Auszeichnungen

### Emmy
- 2005 – 16 Nominierungen, davon 6 Auszeichnungen:
  - Bestes Casting für eine Comedyserie (Scott Genkinger, Junie Lowry-Johnson)
  - Beste Regie für eine Comedyserie (Charles McDougall) (Pilot)
  - Beste Gastdarstellerin in einer Comedyserie (Kathryn Joosten)
  - Beste Hauptdarstellerin in einer Comedyserie (Felicity Huffman) (Guilty)
  - Beste Titelmusik (Danny Elfman) (Desperate Housewives Theme)
  - Best Single-Camera Picture Editing in einer Comedyserie (Michael Berenbaum) (Pilot)
  - Bestes Casting für eine Comedyserie (Scott Genkinger, Junie Lowry-Johnson)
  - Best Art Direction for a Single-Camera in einer Comedyserie (Thomas A. Walsh, Erik Carlson, Erica Rogalla) (Suspicious Minds)
  - Beste Comedyserie
  - Beste Kostüme in einer Serie (Suspicious Minds)
  - Beste Gastdarstellerin in einer Comedyserie (Lupe Ontiveros)
  - Beste Hauptdarstellerin in einer Comedyserie (Marcia Cross)
  - Beste Hauptdarstellerin in einer Comedyserie (Teri Hatcher)
  - Bestes Main Title Design in einer Comedyserie (Garson Yu, Yolanda Santosa)
  - Best Single-Camera Picture Editing in einer Comedyserie (Pretty Little Picture)
  - Bestes Drehbuch für eine Comedyserie (Marc Cherry)
- 2006 – 7 Nominierungen:
  - Best Art Direction for a Single-Camera in einer Serie (There’s Something About War)
  - Bestes Casting für eine Comedyserie (Scott Genkinger, Junie Lowry-Johnson)
  - Beste Kostüme in einer Serie (Next)
  - Beste Gastdarstellerin in einer Comedyserie (Shirley Knight)
  - Bestes Haarstyling in einer Serie (Remember)
  - Best Single-Camera Picture Editing in einer Comedyserie (That’s Good, That’s Bad)
  - Beste Nebendarstellerin in einer Comedyserie (Alfre Woodard)
- 2007 – 6 Nominierungen:
  - Bestes Casting für eine Comedyserie (Scott Genkinger, Junie Lowry-Johnson)
  - Beste Kostüme in einer Serie (Getting Married Today)
  - Beste Gastdarstellerin in einer Comedyserie (Dixie Carter)
  - Beste Gastdarstellerin in einer Comedyserie (Laurie Metcalf) (Bang)
  - Bestes Haarstyling in einer Serie (It Takes Two)
  - Beste Hauptdarstellerin in einer Comedyserie (Felicity Huffman) (Bang)
- 2008 – 4 Nominierungen, davon 1 Auszeichnung:
  - Beste Gastdarstellerin in einer Comedyserie (Kathryn Joosten) (Welcome to Kanagawa)
  - Beste Kostüme in einer Serie (In Buddy’s Eyes)
  - Beste Gastdarstellerin in einer Comedyserie (Polly Bergen)
  - Bestes Haarstyling for a Single-Camera in einer Serie (In Buddy’s Eyes)
- 2009 – 2 Nominierungen:
  - Bester Gastdarsteller in einer Comedyserie (Beau Bridges) (The Best Thing That Ever Could Have Happened)
  - Bestes Haarstyling for a Single-Camera in einer Serie (The Best Thing That Ever Could Have Happened)
- 2010 – 1 Nominierung:
  - Beste Gastdarstellerin in einer Comedyserie (Kathryn Joosten) (The Chase)
- 2011 – 1 Nominierung:
  - Beste Voice-Over Performance (Brenda Strong) (Come On Over for Dinner)
- 2012 – 2 Nominierungen:
  - Beste Nebendarstellerin in einer Comedyserie (Kathryn Joosten) (Give Me the Blame/Finishing the Hat)
  - Beste Voice-Over Performance (Brenda Strong) (Give Me the Blame/Finishing the Hat)

### Golden Globe Awards
- 2005 – 5 Nominierungen, davon 2 Auszeichnungen:
  - Beste Fernsehserie – Comedy/Musical
  - Beste Hauptdarstellerin in einer Serie – Comedy/Musical (Teri Hatcher)
  - Beste Hauptdarstellerin in einer Serie – Comedy/Musical (Felicity Huffman)
  - Beste Hauptdarstellerin in einer Serie – Comedy/Musical (Marcia Cross)
  - Beste Nebendarstellerin in einer Serie, einer Mini-Serie oder einem Fernsehfilm (Nicollette Sheridan)
- 2006 – 5 Nominierungen, davon 1 Auszeichnung:
  - Beste Fernsehserie – Comedy/Musical
  - Beste Hauptdarstellerin in einer Serie – Comedy/Musical (Felicity Huffman)
  - Beste Hauptdarstellerin in einer Serie – Comedy/Musical (Marcia Cross)
  - Beste Hauptdarstellerin in einer Serie – Comedy/Musical (Teri Hatcher)
  - Beste Hauptdarstellerin in einer Serie – Comedy/Musical (Eva Longoria)
- 2007 – 3 Nominierungen:
  - Beste Fernsehserie – Comedy/Musical
  - Beste Hauptdarstellerin in einer Serie – Comedy/Musical (Felicity Huffman)
  - Beste Hauptdarstellerin in einer Serie – Comedy/Musical (Marcia Cross)

### Screen Actors Guild Awards
- 2005 – 2 Auszeichnungen:
  - Bestes Schauspielensemble – Komödie
  - Beste Darstellerin in einer Fernsehserie – Komödie (Teri Hatcher)
- 2006 – 2 Auszeichnungen:
  - Bestes Schauspielensemble – Komödie
  - Beste Darstellerin in einer Fernsehserie – Komödie (Felicity Huffman)
- 2007 – 2 Nominierungen:
  - Bestes Schauspielensemble – Komödie
  - Beste Darstellerin in einer Fernsehserie – Komödie (Felicity Huffman)
- 2008 – 1 Nominierung:
  - Bestes Schauspielensemble – Komödie
- 2009 – 1 Nominierung:
  - Bestes Schauspielensemble – Komödie

### People’s Choice Awards
- 2005 – 1 Auszeichnung:
  - Beste neue TV-Serie – Drama
- 2006 – 2 Nominierungen:
  - Beste TV-Serie – Comedy
  - Beste Darstellerin in einer Comedy-Serie (Teri Hatcher)
- 2007 – 1 Auszeichnung:
  - Beste Darstellerin in einer Comedy-Serie (Eva Longoria)
- 2008 – 2 Nominierungen:
  - Beste TV-Serie – Comedy
  - Beste Darstellerin in einer Comedy-Serie (Eva Longoria)
- 2009 – 3 Nominierungen:
  - Beste TV-Serie – Comedy
  - Beste Darstellerin in einer Comedy-Serie (Eva Longoria)
  - Beste Darstellerin in einer Comedy-Serie (Teri Hatcher)
- 2010 – 2 Nominierungen:
  - Beste TV-Serie – Comedy
  - Beste Darstellerin in einer Comedy-Serie (Eva Longoria)
- 2011 – 2 Nominierungen:
  - Beste Darstellerin in einer Comedy-Serie (Eva Longoria)
  - Beste TV-Familie (The Scavos)
- 2012 – 1 Nominierung:
  - Beste Darstellerin in einer Drama-Serie (Eva Longoria)

### Teen Choice Awards
- 2005 – 7 Nominierungen, davon 4 Auszeichnungen:
  - Beste neue TV-Serie
  - Bester Cast einer TV-Serie
  - Beste neu entdeckte Darstellerin in einer TV-Serie (Eva Longoria)
  - Bester neu entdeckter Darsteller in einer TV-Serie (Jesse Metcalfe)
  - Bester Darsteller in einer TV-Serie – Comedy (Jesse Metcalfe)
  - Beste Darstellerin in einer TV-Serie – Comedy (Eva Longoria)
  - Beste TV-Serie – Komödie
- 2006 – 5 Nominierungen, davon 1 Auszeichnung:
  - Bester Darsteller in einer TV-Serie – Comedy (James Denton)
  - Beste Darstellerin in einer TV-Serie (Teri Hatcher)
  - Beste Darstellerin in einer TV-Serie – Comedy (Eva Longoria)
  - Bester Darsteller in einer TV-Serie – Comedy (Jesse Metcalfe)
  - Beste TV-Serie – Musical/Komödie
- 2007 – 2 Nominierungen:
  - Beste Darstellerin in einer TV-Serie – Comedy (Eva Longoria)
  - Beste TV-Serie – Komödie
- 2008 – 2 Nominierungen:
  - Beste TV-Serie – Komödie
  - Beste Darstellerin in einer TV-Serie – Comedy (Eva Longoria)
- 2009 – 2 Nominierungen:
  - Beste TV-Serie – Komödie
  - Beste Darstellerin in einer TV-Serie – Comedy (Eva Longoria)

### GLAAD Media Awards
- 2007 – 1 Nominierung:
  - Beste TV-Serie – Comedy
- 2008 – 1 Nominierung:
  - Beste TV-Serie – Comedy
- 2009 – 1 Auszeichnung:
  - Beste TV-Serie – Comedy

### Prism Awards
- 2005 – 4 Nominierungen, davon 1 Auszeichnung:
  - Beste Multi-Episode Storyline – Comedy (1.06–1.08: Lynettes Drogenabhängigkeit)
  - Beste Darstellerin in einer Comedyserie (Marcia Cross)
  - Beste Darstellerin in einer Comedyserie (Felicity Huffman)
  - Beste Episode – Comedy (Suspicious Minds)
- 2007 – 2 Nominierungen:
  - Beste Darstellerin in einer Comedyserie (Marcia Cross)
  - Bester Darsteller in einer Comedyserie (Shawn Pyfrom)
- 2008 – 2 Nominierungen, davon 1 Auszeichnung:
  - Bester Darsteller in einer Comedyserie (James Denton)
  - Beste Darstellerin in einer Comedyserie (Teri Hatcher)
- 2009 – 3 Nominierungen, davon 1 Auszeichnung:
  - Beste Darstellerin in einer Comedyserie (Dana Delany)
  - Beste Episode – Comedy (Mirror, Mirror)
  - Beste Darstellerin in einer Comedyserie (Marcia Cross)
- 2011 – 1 Nominierung:
  - Beste Episode – Comedy (Truly Content)

### Satellite Awards
- 2005 – 4 Nominierungen, davon 1 Auszeichnung:
  - Beste TV-Serie – Musical/Komödie
  - Beste Darstellerin in einer Serie – Musical/Komödie (Marcia Cross)
  - Beste Darstellerin in einer Serie – Musical/Komödie (Felicity Huffman)
  - Beste Darstellerin in einer Serie – Musical/Komödie (Teri Hatcher)
- 2005 – 2 Nominierungen, davon 1 Auszeichnung:
  - Beste Darstellerin in einer Serie – Musical/Komödie (Felicity Huffman)
  - Beste DVD-Veröffentlichung einer TV-Serie (Die komplette erste Staffel)
- 2006 – 3 Nominierungen, davon 1 Auszeichnung:
  - Beste Darstellerin in einer Serie – Musical/Komödie (Marcia Cross)
  - Beste Nebendarstellerin in einer TV-Produktion (Laurie Metcalf)
  - Beste DVD-Veröffentlichung einer TV-Serie (Die komplette zweite Staffel)
- 2007 – 2 Nominierungen:
  - Beste Darstellerin in einer Comedy-Serie (Felicity Huffman)
  - Beste Nebendarstellerin in einer TV-Produktion (Polly Bergen)
- 2011 – 2 Nominierungen, davon 1 Auszeichnung:
  - Beste Nebendarstellerin in einer TV-Produktion (Vanessa Williams)
  - Beste Darstellerin in einer Comedy-Serie (Felicity Huffman)

### ALMA Awards
- 2008 – 2 Nominierungen:
  - Beste Regie einer Serie (Distant Past)
  - Bester Nebendarsteller in einer Dramaserie (Ricardo Antonio Chavira)
- 2009 – 2 Nominierungen:
  - Beste Hauptdarstellerin in einer Comedyserie
  - Bester Hauptdarsteller in einer Comedyserie (Ricardo Antonio Chavira)
- 2010 – 2 Nominierungen, davon 1 Auszeichnung:
  - Beste TV-Serie
  - Beliebtester Serienschauspieler (Ricardo Antonio Chavira)

## Ableger
Im April 2025 wurde bekannt, dass sich ein Ableger unter dem Namen „Wisteria Lane“ in Planung befindet. Kerry Washington soll mit ihrem Produktionsunternehmen Simpson Street als ausführende Produzentin fungieren. Während das Grundkonzept der Serie unverändert bleiben soll, sollen die ursprünglichen Schauspielerinnen nicht erneut mitwirken.